# Osetia del Sur
Osetia del Sur, oficialmente República de Osetia del Sur (en osetio: Республикӕ Хуссар Ирыстон, romanizado: Respublikae Jussar Iryston; en ruso: Республика Южная Осетия, romanizado: Respúblika Yúzhnaya Osétiya; en georgiano: სამხრეთ ოსეთი, romanizado: Samkhret Oseti) o Estado de Alania (en osetio: Паддзахад Алани, romanizado: Paddzaxad Alani; en georgiano: ალანეთის სახელმწიფო, romanizado: alanetis sakhelmtsʼipo; en ruso: Государство Алания, romanizado: Gosudarstvo Alaniya), es un Estado con reconocimiento limitado situado en Transcaucasia. Este territorio fue anexado al Imperio ruso. Posteriormente en la época de la Unión Soviética, Osetia del Sur quedó bajo el tutelaje de la RSS de Georgia, bajo el nombre de Óblast autónomo de Osetia del Sur, mientras que Osetia del Norte-Alania permanceció en la RSS de Rusia.
Durante el colapso de la URSS, Georgia proclamó su independencia el 9 de abril de 1991 y se convirtió en un Estado soberano, reclamando Osetia y Abjasia como parte de sus territorios, lo cual supuso problemas en la región, pues ni Osetia ni Abjasia estaban dispuestas a permanecer con Georgia. El conflicto escaló hasta una guerra secesionista contra Georgia, tras la que Osetia del Sur declaró formalmente la independencia unilateral el 28 de noviembre de 1991, convirtiéndose en una república independiente de facto. No obstante, Georgia propugna su pertenencia a las regiones tradicionales de Iberia Interior, Mtsjeta-Mtianeti, Imericia y Racha-Lechjumi y Baja Esvanetia, y la denomina por su antiguo nombre de Samachablo o, más recientemente, región de Tsjinval (Tsjinvali de acuerdo a los georgianos).
El 1 de agosto de 2008, las fuerzas separatistas de Osetia del Sur, respaldadas por Rusia, comenzaron a bombardear aldeas georgianas, cuyo gobierno respondió con ataques esporádicos en la zona. Los ataques de artillería intensificados por parte de los separatistas osetios significaron la ruptura del acuerdo de alto el fuego de 1992.
Para poner fin a estos ataques, fueron enviadas varias unidades del ejército georgiano a la zona de conflicto el 7 de agosto y tomaron el control de la mayoría de Tskhinvali, un fuerte separatista, en cuestión de horas. Algunas tropas rusas habían cruzado ilegalmente la frontera Georgia-Rusia y avanzaron hacia la zona de conflicto el 7 de agosto, antes de la respuesta militar georgiana. Rusia falsificó acusaciones contra Georgia de "genocidio" y "agresión contra Osetia del Sur", y lanzó una invasión a gran escala por tierra, mar y aire contra Georgia, incluyendo territorio georgiano que no estaba en disputa, el 8 de agosto, refiriéndose a ella como una "operación de paz". Las fuerzas rusas y osetias lucharon contra las georgianas alrededor de Osetia del Sur durante varios días, hasta que las tropas georgianas se retiraron. Aprovechando la situación, fuerzas rusas y abjasias abrieron un segundo frente al atacar el valle de Kodori, controlado por Georgia. Así, la flota rusa bloqueó parte de la costa occidental de Georgia en el mar Negro, mientras la fuerza aérea atacaba objetivos georgianos tanto dentro como más allá de la zona de conflicto. Esta fue la primera vez en la historia en la que la guerra cibernética coincidió con la acción militar.
Tras la Segunda Guerra con Georgia, Rusia fue el primer país en reconocer oficialmente la independencia de Osetia del Sur al igual que la de Abjasia. También Nauru, Nicaragua, y Venezuela reconocieron su independencia; así como, posteriormente, Siria. Este reconocimiento carece del apoyo de la ONU y lo rechazan la Unión Europea y los Estados Unidos.

## Etimología
El ejército ruso y posteriormente la administración civil empezaron a utilizar el término «Osetia del Sur» a principios del siglo XIX junto con términos como «zona montañosa de Osetia del Sur», «franja montañosa de Osetia del Sur», «osetios del sur», etc. El teniente general Karl Knorring, a cargo de los asuntos militares y civiles, en su informe del 26 de marzo de 1802 al emperador ruso denomina Osetia a las partes montañosas de las gargantas del Gran y Pequeño Liajvi, y Osetia y Georgia a las zonas de estribaciones y tierras bajas pobladas por georgianos.

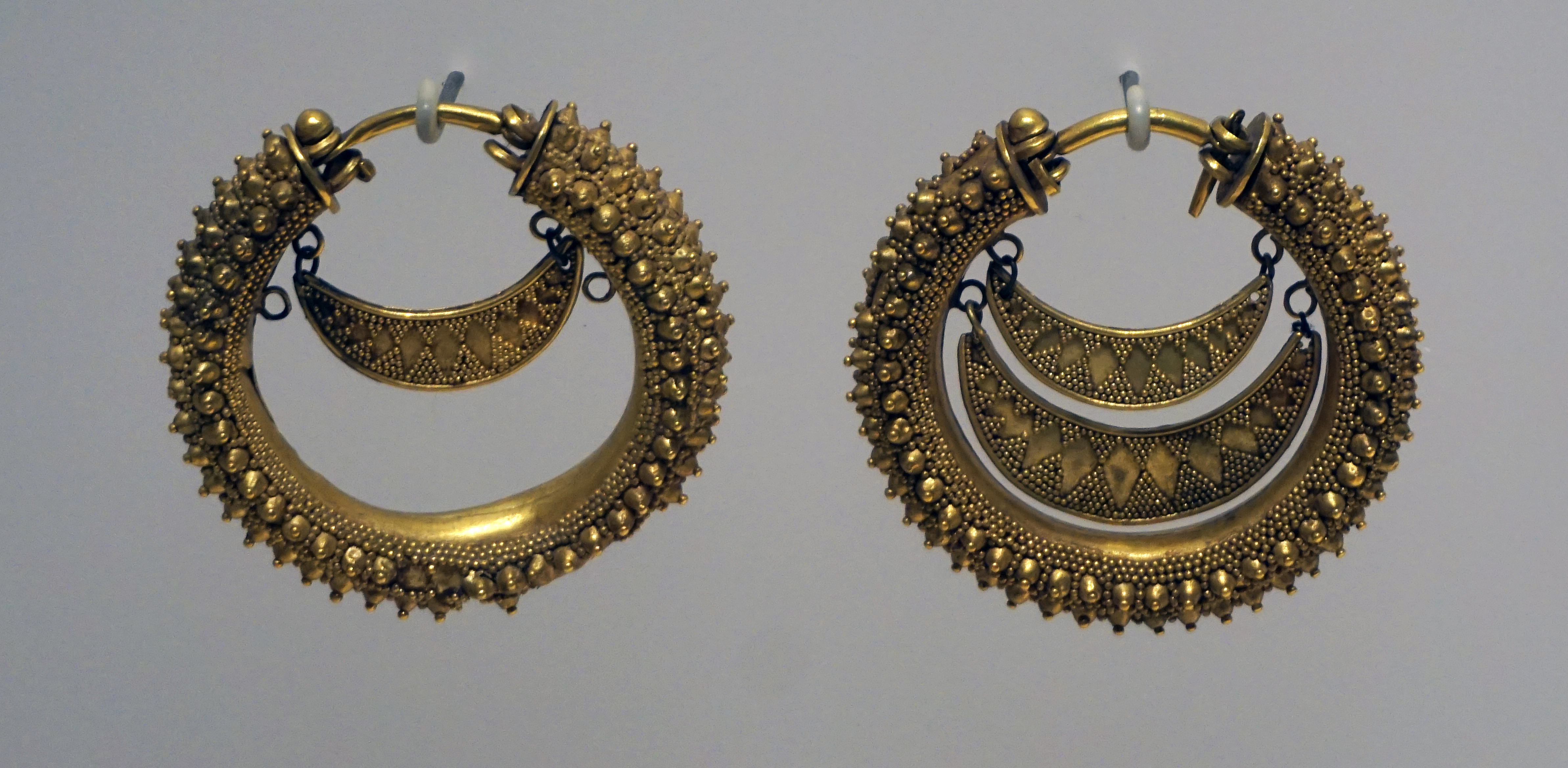
Piezas de joyería de los siglos VI-IV a. C. procedentes de un emplazamiento funerario en ruinas descubierto en 1908 en Sadzeguri, un barranco a orillas del río Ksani.

Otros funcionarios rusos empezaron a utilizar este nombre muy pronto y en uno de los informes del mismo año (1802) las zonas pobladas por osetios se llamaban Osetia. En 1830 apareció una pareja toponímica opuesta: «Osetia del Sur» y «Osetia del Norte». Así, un artículo de un autor anónimo publicado en el periódico «Gaceta de Tiflis» denomina «Osetia del Sur» al territorio de las zonas montañosas de las gargantas del Gran y Pequeño Liajvi, Ksani y Medjuda.
Aproximadamente la misma situación fue descrita en la nota del mariscal de campo Paskevich enviada el 24 de mayo de 1830 al gobernador militar de Tiflis, el ayudante general Strekalov, donde en contraste con la «parte superior de Osetia» u «Osetia superior» mencionan la «parte inferior de Osetia» u «Osetia del sur», que incluye la franja montañosa de las gargantas del Gran y Pequeño Liajvi y el desfiladero de Ksani.
La transformación del topónimo «Osetia del Sur» en una designación de entidad administrativa-territorial con límites administrativos definidos se produjo en 1922, cuando se formó el distrito autónomo de Osetia del Sur de la RSS de Georgia.
En la actualidad, las autoridades de Georgia prefieren utilizar el nombre «región de Tsjinvali» para referirse a Osetia del Sur en documentos y discursos oficiales, que se utilizó en particular durante la presidencia de Eduard Shevardnadze; también se mantiene en la prensa georgiana el nombre «Samachablo» (en honor a los príncipes georgianos Machabeli) utilizado durante la presidencia de Zviad Gamsajurdia.
A finales de 2015, el presidente de Osetia del Sur, Leonid Tibílov, propuso una adición al nombre de la república para que el Estado se llamara «Osetia del Sur-Alania», similar a la denominación de la región rusa. La relevancia del cambio de nombre está relacionada con la división del territorio habitado por el pueblo osetio en dos Estados.
En un referéndum celebrado el 9 de abril de 2017 (considerado ilegal por las autoridades georgianas), el 78% de los votantes apoyó las enmiendas a la Constitución que reconocen como equivalentes los nombres de «República de Osetia del Sur» y «Estado de Alania» (Osset. Paddzahad Alani). Según la ley constitucional «Sobre el Referéndum de la República de Osetia del Sur», la decisión entra en vigor el día de su publicación oficial por la CEC, es vinculante en general y no necesita aprobación posterior.

## Historia

Fronteras de las actuales Osetia del Norte (Alania) y Osetia del Sur comparadas con las de la Alania medieval (siglos X-XII)

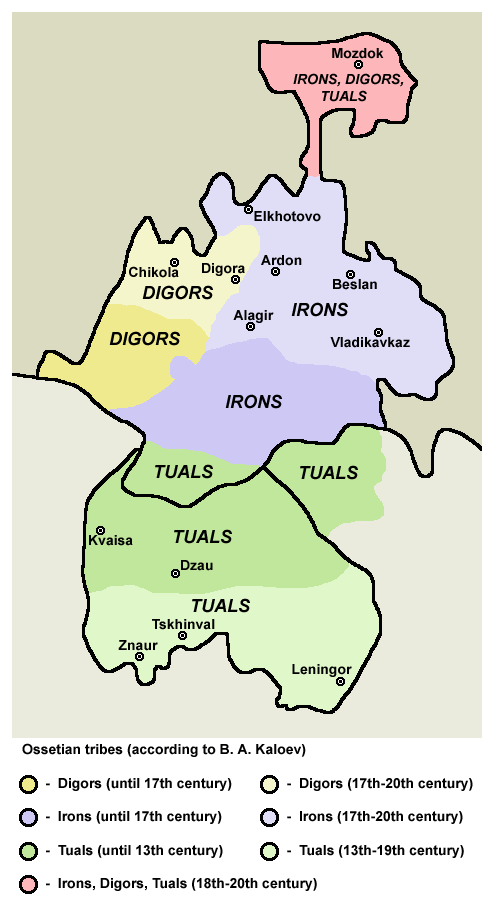
Antiguas Tribus osetias (según B. A. Kaloev).

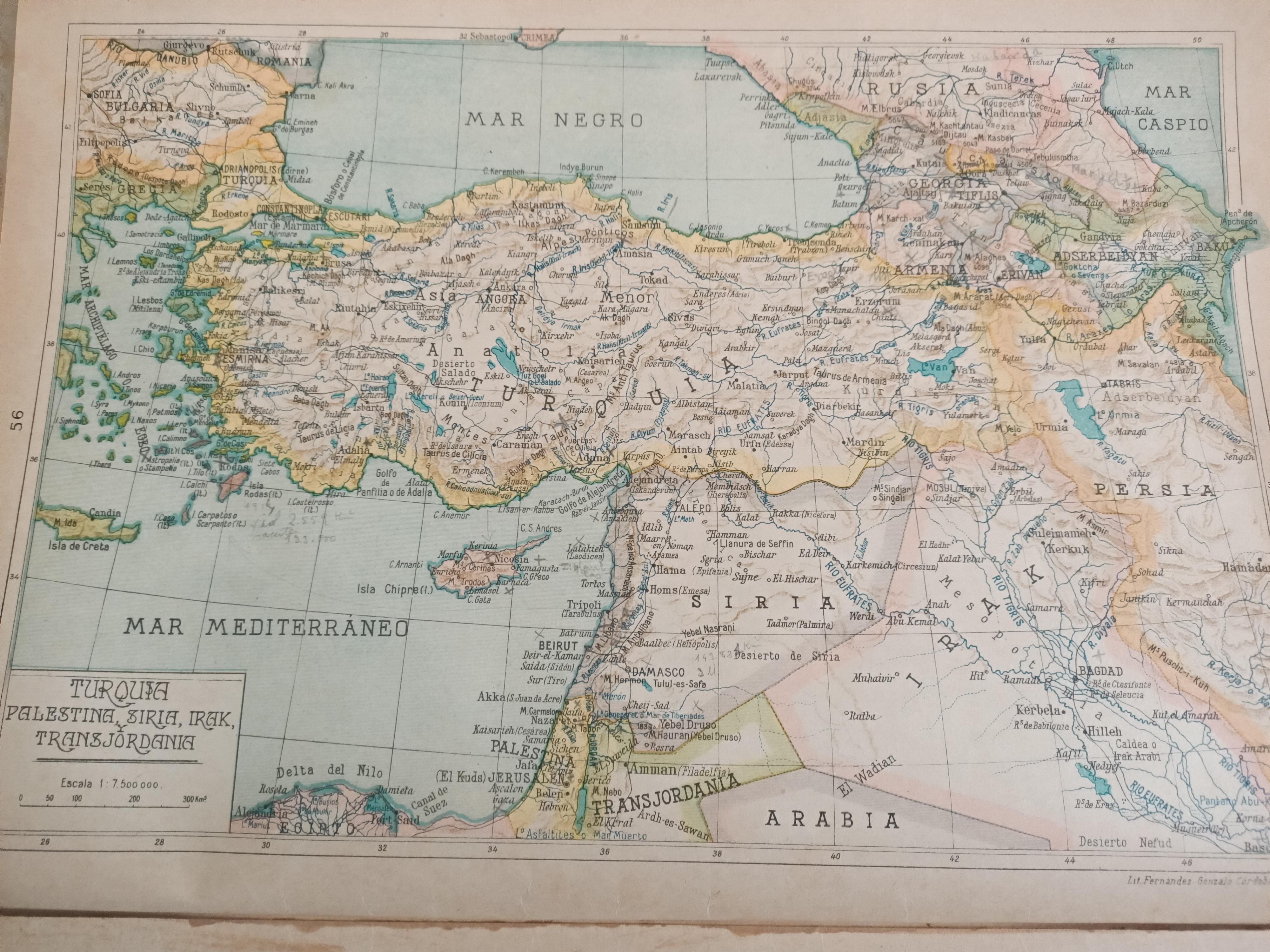
Osetia del Sur 1939

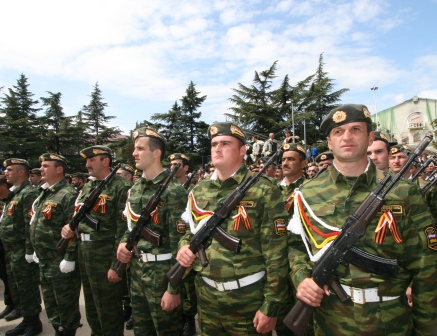
Miembros de las Fuerzas Armadas de Osetia del Sur durante un desfile en Tsjinvali en mayo de 2009.

El topónimo de Osetia del Sur (o Alta Osetia) aparece por primera vez en la literatura militar rusa del siglo XIX y se refería entonces a las zonas montañosas de las regiones históricas georgianas de Racha, Imereti y sobre todo Shida Kartli, con gran presencia de población de origen osetio, que emigró del Cáucaso Norte.
Entre 1918 y 1920 se produjeron una serie de levantamientos de los osetios que simpatizaban con los bolcheviques y querían incorporarse a la República Socialista Federativa Soviética de Rusia. Estos fueron duramente reprimidos por Georgia, produciéndose miles de muertes en el lado osetio.
En 1922, Iósif Stalin convierte a Osetia del Sur en región autónoma de la República Socialista Soviética de Georgia y le añade la llanura adyacente, con la ciudad de Tsjinvali, habitada principalmente por georgianos.

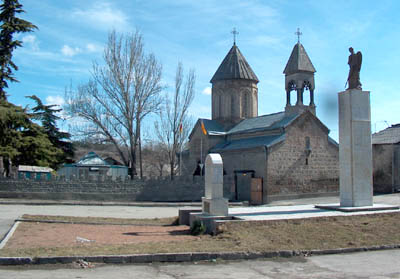
Monumento a las víctimas del conflicto entre Georgia y Osetia en Tsjinvali.

El 10 de noviembre de 1989 el Congreso de Diputados Populares de la región proclama su conversión en república autónoma (dentro de Georgia), decisión que el Parlamento de Georgia declara inconstitucional.
El 20 de septiembre de 1990 los diputados locales proclaman la soberanía y la creación de la República de Osetia del Sur. En respuesta, el 10 de diciembre del mismo año el Parlamento de Georgia declara abolida la autonomía de Osetia del Sur.
Al día siguiente, estallan los enfrentamientos y se producen las primeras tres víctimas mortales, por lo que Georgia impone el estado de excepción en la zona.
A comienzos de enero de 1991 destacamentos de la Guardia Nacional intentan entrar en Tsjinvali y se enfrentan a la defensa de las milicias osetias, dando inicio a una guerra que en dos años causó unos 1800 muertos y el éxodo de 4000 personas.

### Unión con el norte
Los separatistas proclaman su propósito de unirse a Osetia del Norte y Rusia.

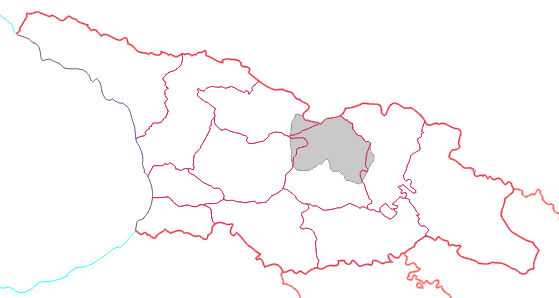
Mapa de Osetia del Sur superpuesto al mapa de Georgia.

El 19 de enero de 1992, la mayoría de los habitantes de Osetia del Sur votó a favor de su anexión a Rusia, tras lo cual empezaron a recibir ayuda desde Osetia del Norte, de donde llegaron combatientes, además de otras regiones de Rusia.
En 1992 las fuerzas georgianas, reforzadas con carros de combate y artillería de las tropas de la desaparecida URSS, cercan y bombardean la ciudad y logran entrar en sus arrabales.
Las hostilidades cesan tras la firma en Dagomís (balneario en la costa rusa del mar Negro) de un acuerdo entre Rusia y Georgia, por el cual a partir del 14 de julio de 1992 en la zona se desplegarían fuerzas de paz, cuya presencia no impidió que el régimen separatista formara unas Fuerzas Armadas equiparables a las de Georgia.[cita requerida]
Parte del territorio de lo que fue la región autónoma de Osetia del Sur (entre el 30 y 40 por ciento), habitado por georgianos, seguía bajo control de las autoridades de Georgia y el resto, dirigido por las autoridades independentistas, abogaba por la independencia y la unión a la Federación de Rusia.

### Elecciones presidenciales y referéndum
El 10 de noviembre de 1996, en la parte osetia se celebraron elecciones presidenciales, pese a la protesta de Tiflis.
Eduard Kokoiti fue elegido presidente de la autoproclamada república el 6 de diciembre de 2001 con el 53 por ciento de los votos.
El 12 de noviembre de 2006 se celebró un referéndum no reconocido por Georgia con un 91 % de participación, en donde el 99 % votó por la independencia de Georgia y la unión con Osetia del Norte y Rusia, Eduard Kokoiti fue ese día reelegido por más del 96 por ciento de los votos a favor.
El 27 de noviembre de 2011 el candidato apoyado por Rusia a las elecciones presidenciales perdió contra pronóstico con un 40 % de los votos frente al 56,7 % de los votos que obtuvo la candidata ganadora, la exministra de Educación Alla Dzhioeva. El Tribunal Supremo de Osetia del Sur se reunió a petición de Unidad (el partido local equivalente a Rusia Unida que había perdido las elecciones) y declaró que las elecciones se anulaban por irregularidades no especificadas de la candidata Dzhioeva. Igualmente este tribunal impidió a la candidata presentarse a las siguientes elecciones presidenciales convocadas de emergencia para el 25 de marzo de 2012. A lo largo de medio año se sucedieron hasta cuatro elecciones presidenciales hasta que el 8 de abril de 2012 fue elegido el candidato oficialista Leonid Tibilov, exjefe de la KGB, con un 54 % de los votos. Georgia niega toda legalidad a estas elecciones.

### Guerra de 2008
La tensión en la región, que se acumulaba durante meses, y el afán, según algunos analistas, de Georgia de acabar rápidamente con la independencia de facto de las repúblicas separatistas de Osetia del Sur y Abjasia, para así poder entrar en la OTAN, desencadenó en la noche del 7 a 8 de agosto del 2008 la guerra de Osetia del Sur entre las fuerzas militares georgianas y las fuerzas de paz rusas desplegadas en la zona junto a fuerzas de paz georgianas y osetias. Según un informe de la UE redactado con posterioridad al conflicto, fue Georgia quien inició el conflicto como una respuesta «desproporcionada» a ataques osetios previos a la guerra. El informe igualmente concluía que Rusia tenía derecho a garantizar la seguridad de sus tropas de paz, pero que no había hechos que demostraran que esos supuestos ataques contra su tropas habían tenido lugar. El informe también indicaba que la ciudadanía rusa, concedida a buena parte de los ciudadanos de Abjasia y Osetia del Sur no podía considerarse legalmente vinculante, y que por lo tanto, la defensa de esos supuestos ciudadanos rusos no podía ser esgrimida como razón para iniciar acciones militares en territorio de otro país por parte de Rusia. El informe establecía que el avance posterior de Rusia en el interior de Georgia había sido injustificado. La comisión concluyó que todas las partes envueltas en el conflicto habían violado la legalidad internacional.
El 8 de agosto Rusia mandó refuerzos a sus fuerzas de paz, realizando una operación que Moscú denominó imposición de la paz y que Georgia calificó de mera fuerza de ataque. Ambos países se acusaron mutuamente de violar el alto el fuego y Rusía admitió que había enviado aviones de combate a sobrevolar el espacio aéreo del país vecino. Las fuerzas rusas consiguieron en cuestión de días la retirada georgiana, hubo miles de refugiados georgianos que tuvieron que abandonar sus casas y ser alojados en barracones a las afueras de Tiflis. El propio general del ejército ruso Vyacheslav Nikolaevich Borisov reconoció ante la prensa que los osetios estaban matando a georgianos indefensos. El 12 de agosto el Presidente de Rusia Dmitri Medvédev decretó el fin de las operaciones militares rusas en territorio georgiano. Sin embargo el 13 de agosto, las fuerzas militares rusas invadieron la ciudad georgiana de Gori, en la Georgia central, fuera de las fronteras del territorio en conflicto. Para el 16 de agosto todas las partes implicadas aceptaron el acuerdo de alto el fuego, el Plan de Medvédev-Sarkozy, con el apoyo de la Unión Europea.  El 19 de agosto, fuerzas rusas tomaron prisioneros a 21 militares georgianos en la ciudad costera de Poti, fuera del territorio en conflicto. Los rusos también se hicieron con 5 Humvees que eran propiedad de los Estados Unidos. Fueron llevados a una base militar georgiana ocupada por tropas rusas en Senaki.
Tras la intervención militar rusa, Osetia del Sur y Abjasia, que también participó en el conflicto, pasaron a ser territorios dependientes de facto de Moscú. Tras el conflicto Rusia reconoció a Osetia del Sur y Abjasia como estados independientes, según la versión de Moscú para garantizar su seguridad y según Georgia y sus aliados occidentales para extender sus fronteras a costa de anexionar de facto territorios históricamente georgianos.

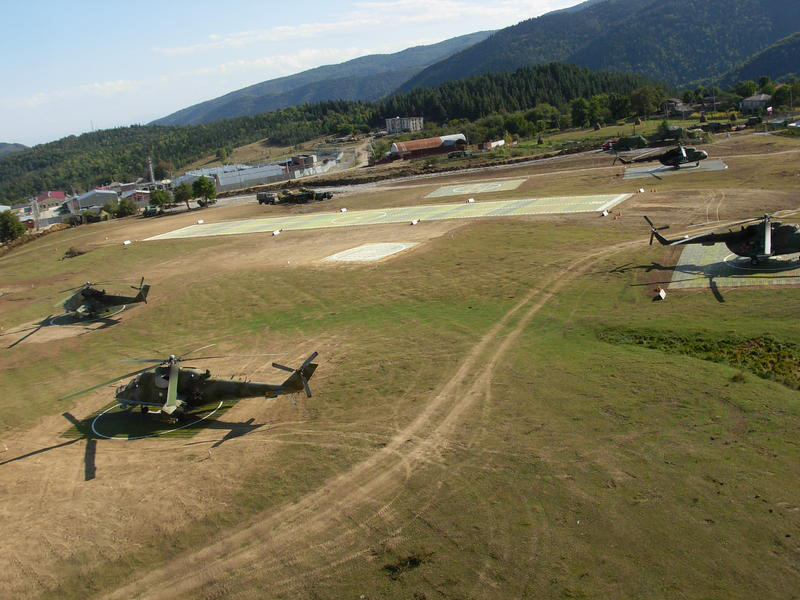
Base militar rusa en Osetia del Sur

### Reconocimiento
El 25 de agosto de 2008 las dos cámaras de la Asamblea Federal de la Federación Rusa (el parlamento de Rusia) pidieron al presidente ruso Dmitri Medvédev reconocer la independencia de Osetia del Sur y Abjasia.
El 26 de agosto, Medvédev reconoció la independencia de Osetia del Sur y Abjasia e instó a otros estados a hacer lo mismo. Posteriormente, el 9 de septiembre Rusia estableció relaciones diplomáticas con los dos países.
El 29 de agosto, el presidente de Venezuela, Hugo Chávez, reiteró su apoyo a Rusia en el conflicto del Cáucaso, sin reconocer por aquel entonces la independencia de las dos repúblicas, que finalmente reconoció el 10 de septiembre de 2009.
El 3 de septiembre, el presidente de Nicaragua, Daniel Ortega, reconoció la independencia de las dos repúblicas. El Ministerio del Exterior de Nicaragua comenzó a preparar los documentos necesarios para el reconocimiento oficial.
Tras el reconocimiento de la independencia por parte de Rusia de los territorios de Osetia del Sur y Abjasia, todos los países del G7 condenaron unánimemente la que calificaron de política expansionista de Moscú. En un comunicado conjunto, los ministros de Asuntos Exteriores de Canadá, Francia, Alemania, Italia, Japón, Reino Unido y Estados Unidos declararon que el reconocimiento de la independencia de Osetia del Sur y Abjasia por parte de Rusia «viola la integridad territorial y la soberanía de Georgia y es contrario a las resoluciones del Consejo de Seguridad de la ONU apoyadas por Rusia».

### Décadas recientes
El 9 de abril de 2017 se llevó a cabo un referéndum sobre el nombre oficial de Osetia del Sur; más de las tres cuartas partes de los que votaron apoyaron las enmiendas a la constitución de Osetia del Sur que otorgaba a los nombres «República de Osetia del Sur» y «Estado de Alania» el mismo estatus ante la ley.
El 26 de marzo de 2022, el presidente de Osetia del Sur, Anatoli Bibílov, anunció el envío de tropas surosetias para ayudar a Rusia en su invasión de Ucrania. El 13 de mayo, Bibílov anunció su intención de convocar un referéndum de integración con Rusia. Luego se trataría la unificación con Osetia del Norte. Bibílov explicó que la convocatoria responde a la «aspiración histórica del pueblo de la república de Osetia del Sur de reincorporarse a Rusia». Los políticos rusos reaccionaron positivamente, afirmando que apoyarían la decisión del pueblo de Osetia del Sur, mientras que los georgianos declararon que el referéndum era «inaceptable» e «ilegítimo».
El referéndum de anexión estaba programado para el 17 de julio. Tras la derrota de Bibílov en las elecciones de 2022, el nuevo presidente, Alan Gagloyev, suspendió el referéndum el 30 de mayo. Gagloyev planteó la «inadmisibilidad de una decisión unilateral de un referéndum sobre temas que afectan los legítimos derechos e intereses de la Federación Rusa».

## Política y Gobierno

### Estructura del estado

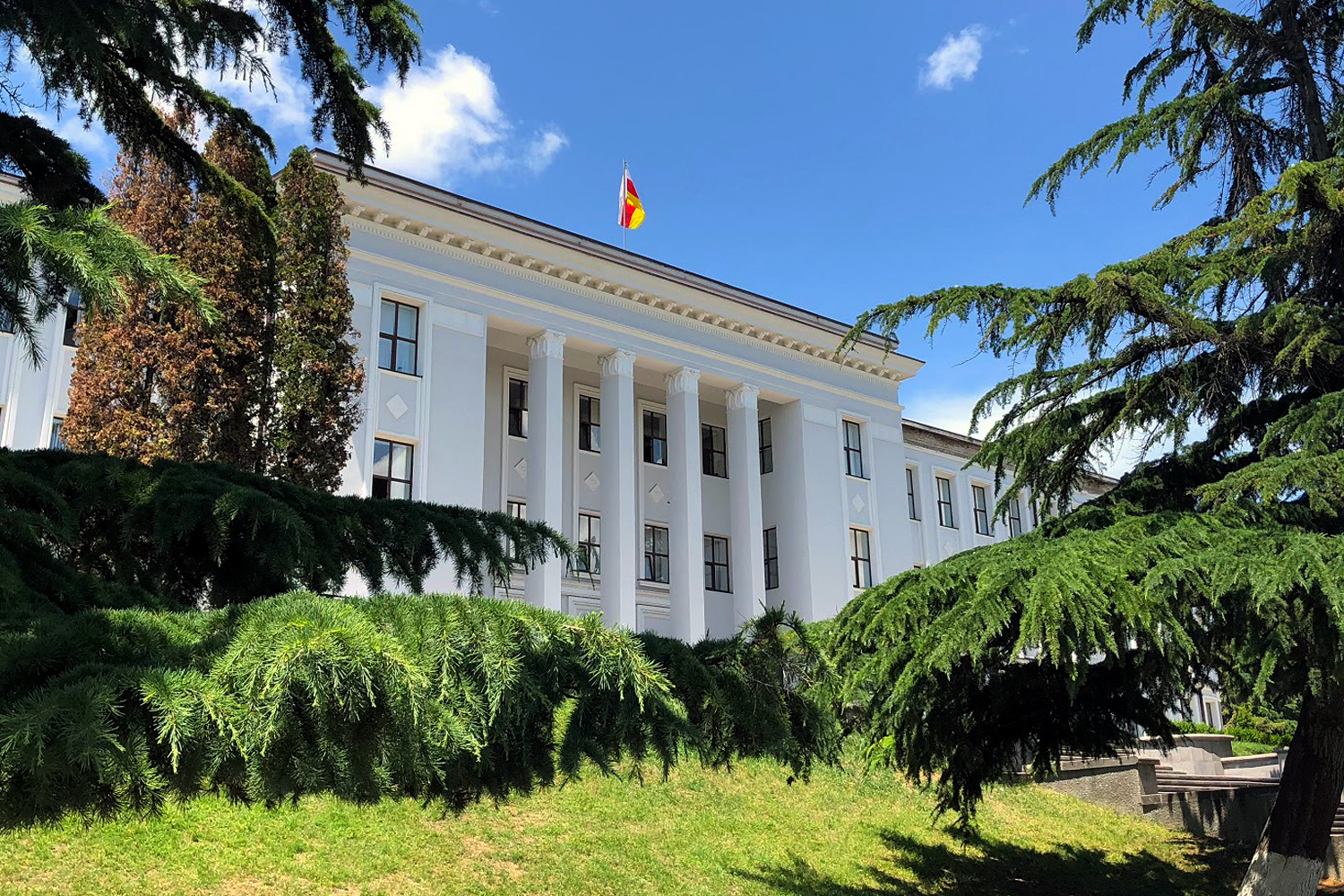
Sede del Parlamento de Osetia del Sur en 2022

Alán Gaglóyev es el presidente actual de la república de Osetia del Sur. Tres cuartos del gobierno de la administración, apoyada por Rusia, son rusos étnicos, de varias partes de Rusia, incluido algunos de fuera del Cáucaso.
La República de Osetia del Sur es un Estado parcialmente reconocido del Cáucaso Meridional, fronterizo con la Federación de Rusia y Georgia.
Según la jurisdicción de las autoridades que controlan realmente el territorio de la región, el estado se organiza como la República de Osetia del Sur. Bajo el punto de vista georgiano, forma parte de ese país y pertenece a la región de Iberia interior. Después de 1988, en Georgia también se utilizaron los nombres de «Samachablo» y «región de Tsjinvali».
La República de Osetia del Sur, según su Constitución, es un Estado soberano, democrático y de derecho establecido como resultado de la autodeterminación del pueblo de Osetia del Sur. El pueblo es el portador de la soberanía y la única fuente de poder.
El poder legislativo en la República de Osetia del Sur está representado por el Parlamento, compuesto por 33 diputados elegidos para 5 años por sufragio igual, universal y directo, mediante voto secreto, ejercido a través de un sistema electoral territorial plurinominal.
El poder ejecutivo de Osetia del Sur está encabezado por el presidente, que es también el jefe del Estado y el garante de la Constitución de la República de Osetia del Sur y de los derechos y libertades humanas y civiles. El presidente es elegido por 5 años y no puede ocupar el cargo más de dos mandatos consecutivos. El máximo órgano colegiado del poder ejecutivo es el Gobierno de la República de Osetia del Sur.
En mayo de 1992 se creó el Comité de Seguridad del Estado de Osetia del Sur. El KGB de Osetia del Sur es parte integrante de las fuerzas de seguridad de Osetia del Sur y, dentro de los límites de sus competencias, garantiza.
La lucha contra la delincuencia y el terrorismo;
la lucha contra la inteligencia extranjera.
El número de efectivos del KGB es de 500. En el seno del KGB hay una unidad especial antiterrorista (spn) y un servicio de guardia de fronteras.

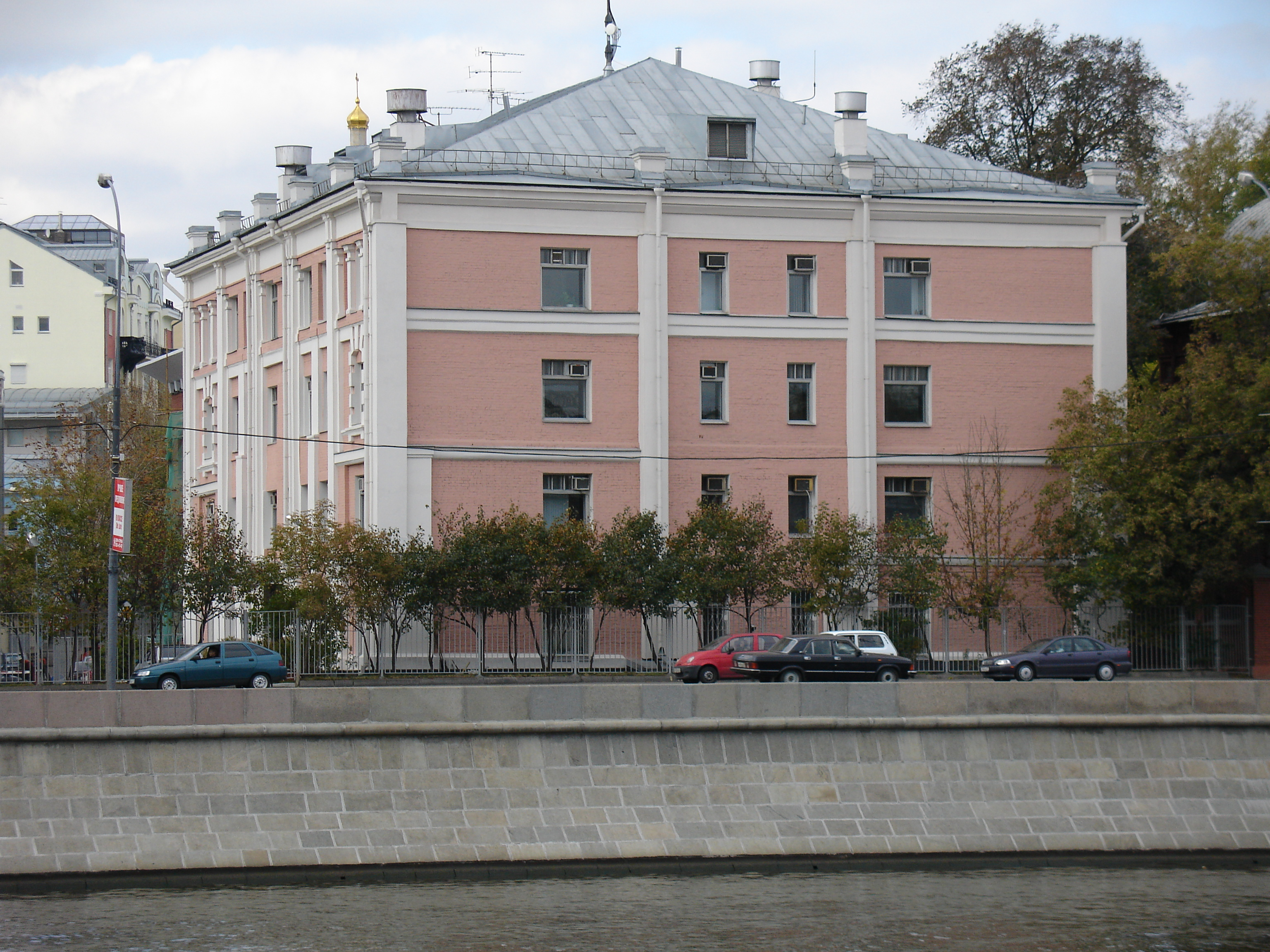
Embajada de Osetia del Sur en Moscú, Rusia

La supervisión de la aplicación de las leyes, decretos del Presidente de la República de Osetia del Sur y otros actos jurídicos normativos corre a cargo de la Fiscalía General de Osetia del Sur, dirigida por el Fiscal General.
El poder judicial está representado por un sistema de tribunales encabezados por el Tribunal Supremo. La Constitución prevé un Tribunal Constitucional.
El gobierno local está representado por consejos de diputados de ciudades y distritos.

### Política exterior
La independencia de Osetia del Sur de Georgia fue reconocida por primera vez por Rusia en agosto de 2008. Posteriormente, el ejemplo de la Federación Rusa fue seguido por Nicaragua, Venezuela y Nauru (16.12.2009). Se han abierto varias representaciones diplomáticas y oficinas consulares de Osetia del Sur en el extranjero.
Desde 2009 está estacionada en Osetia del Sur la 4.ª base militar rusa, con 4.000 efectivos.
Kevin Rudd, ministro de Asuntos Exteriores de Australia, en una reunión con Serguéi Lavrov el 31 de enero de 2012, expresó su temor de que la ayuda financiera de Rusia a los Estados insulares de Vanuatu, Nauru y Tuvalu, que han reconocido la independencia de las dos repúblicas que se separaron de Georgia -Osetia del Sur y Abjasia- se proporcionara «a cambio de apoyo diplomático a sus iniciativas». La ayuda de Rusia a los Estados insulares de Asia-Pacífico debe ser muy transparente, según declaró Kevin Rudd.

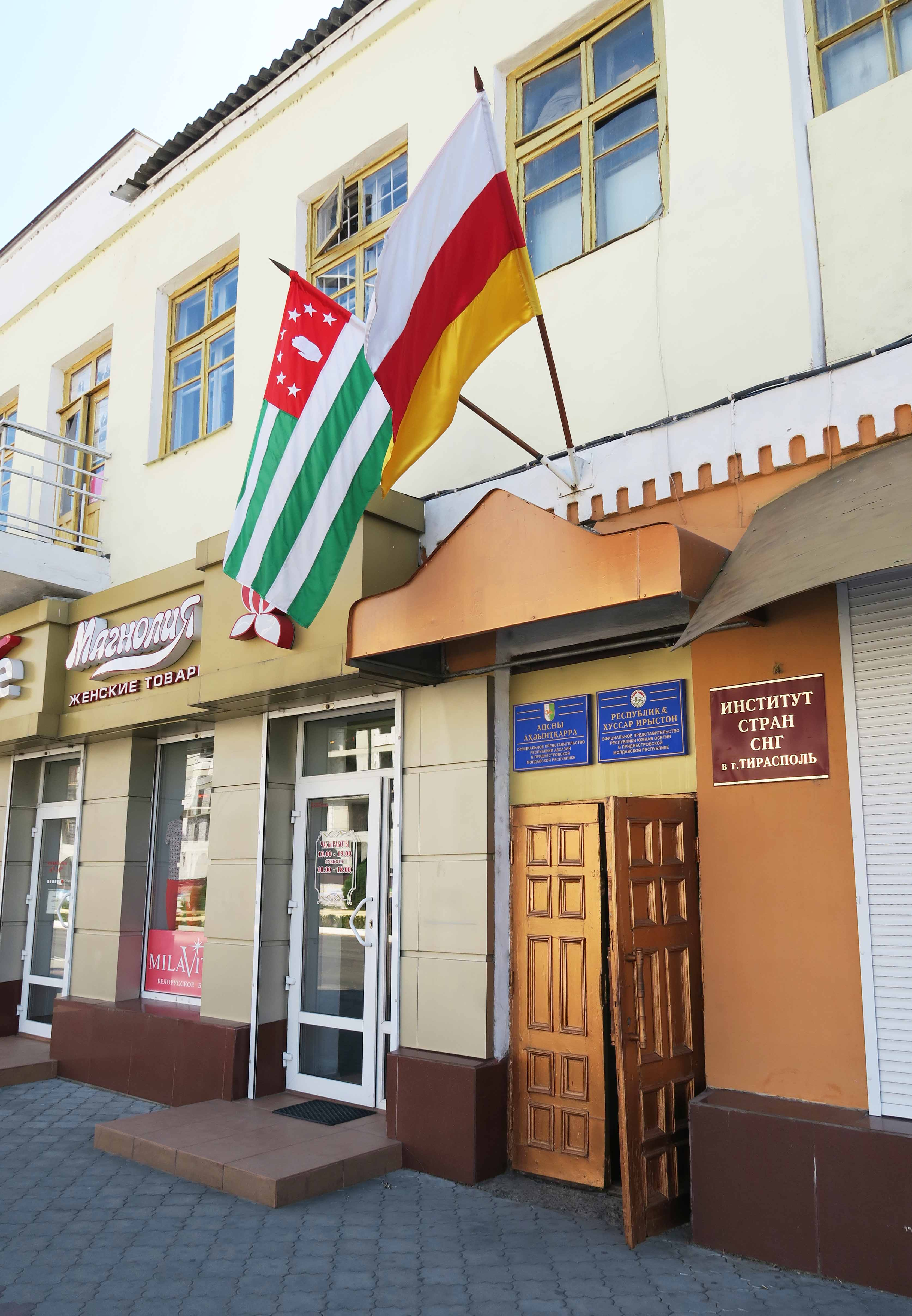
Embajadas de Osetia del Sur y Abjasia en Transnistria

Antes de la visita de Lavrov a Fiyi, algunos políticos australianos afirmaron que su verdadero objetivo era ''comprar la independencia de Abjasia y Osetia del Sur''. Lavrov negó categóricamente estas acusaciones.
El 28 de enero de 2015, Osetia del Sur fue reconocida por la autoproclamada República Popular de Lugansk que se había separado de Ucrania poco antes. La propia LNR fue reconocida oficialmente por Osetia del Sur ya el 18 de junio de 2014. aunque esta entidad sería anexada a Rusia y dejaría de ser un estado independiente de facto en 2022.
También se habían establecido relaciones diplomáticas y de reconocimiento mutuo con la República Popular de Donetsk, que posteriormente también sería anexada a Rusia.
El 18 de marzo de 2015, Osetia del Sur firmó un tratado de alianza e integración con la Federación de Rusia. El 29 de mayo de 2018, el gobierno de Siria reconoció a Osetia del Sur.
El 31 de marzo de 2022, el presidente de Osetia del Sur, Anatoli Bibílov, anunció que Osetia del Sur podría unirse a Osetia del Norte en caso de adherirse a la Federación Rusa a través de un referéndum. El mismo día, el jefe de Osetia del Norte, Serguéi Menyailo, apoyó la posibilidad de unificación de las repúblicas. El 13 de mayo, Anatoli Bibílov anunció que se había organizado un referéndum para el 17 de julio de 2022. Pero posteriormente en los meses siguientes esta idea fue desechada por el nuevo gobierno de Osetia del Sur y nunca se celebró el referéndum. Rusia celebró la decisión argumentando que el referéndum no había sido consultado con la parte rusa.

### Defensa

#### Historia

##### Introducción
Las Fuerzas Armadas de Osetia del Sur, con unos 2500 soldados, forman el Ejército Nacional de la República de Osetia del Sur, no reconocida internacionalmente. El ministro de Defensa es Vladimir Puchayev y el Jefe del Estado Mayor es Viktor Fedorov. El Ejército osetio tiene alrededor de 2500 soldados en activo y 13 500 reservistas. El equipamiento antes del conflicto de 2008 incluía 15 tanques, 24 piezas de artillería de tanques, 6 lanzacohetes, 12 obuses, 30 morteros, 10 cañones antiaéreos, 4 helicópteros y 52 vehículos blindados.

##### Independencia

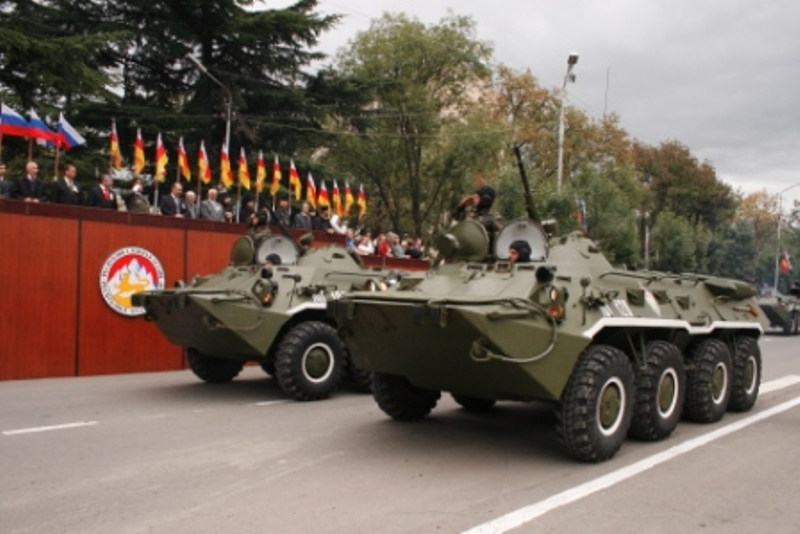
Vehículos blindados en un desfile, en septiembre de 2009, en conmemoración de la declaración de independencia en Tsjinvali.

El 20 de septiembre de 1990, Osetia del Sur se declaró independiente como República Democrática Soviética. Las milicias georgianas marcharon hacia la zona, mientras que las tropas soviéticas intervinieron del lado de los osetios del sur. En diciembre de 1990, se declaró el estado de emergencia en Osetia del Sur. El 1 de septiembre de 1991, la zona pasó a llamarse República de Osetia del Sur. El 6 de septiembre de 1991, Georgia, bajo la presidencia de Zviad Gamsakhurdia, rompió relaciones oficiales con la Unión Soviética. El 25 de noviembre de 1991, se formaron milicias osetias para defender la capital, Tsjinvali. El 25 de noviembre de 1991, el Soviet Supremo de Georgia levantó el estado de emergencia en Osetia del Sur y tres días después Osetia del Sur se declaró independiente de nuevo. Las unidades de la milicia de Osetia del Sur lucharon contra las tropas georgianas hasta que se desplegó una fuerza de mantenimiento de la paz en 1992. Los diversos planes de paz no lograron resolver el conflicto.

##### Guerra ruso-georgiana
La guerra ruso-georgiana en 2008 comenzó con combates abiertos entre soldados del ejército georgiano y unidades de la milicia de Osetia del Sur en julio de 2008. La guerra se intensificó la noche del 8 de agosto, cuando las unidades georgianas iniciaron una ofensiva para recuperar el control de toda la región. Las tropas rusas intervinieron entonces desde el Cáucaso septentrional, hicieron retroceder al ejército georgiano y avanzaron hacia el corazón del país. Cuando se alcanzó el alto el fuego el 12 de agosto, un total de alrededor de 850 personas habían muerto y entre 2.500 y 3.000 habían resultado heridas. Las tropas rusas siguen estacionadas en Osetia del Sur hoy en día y controlan de facto la zona.

##### Integración de fuerzas

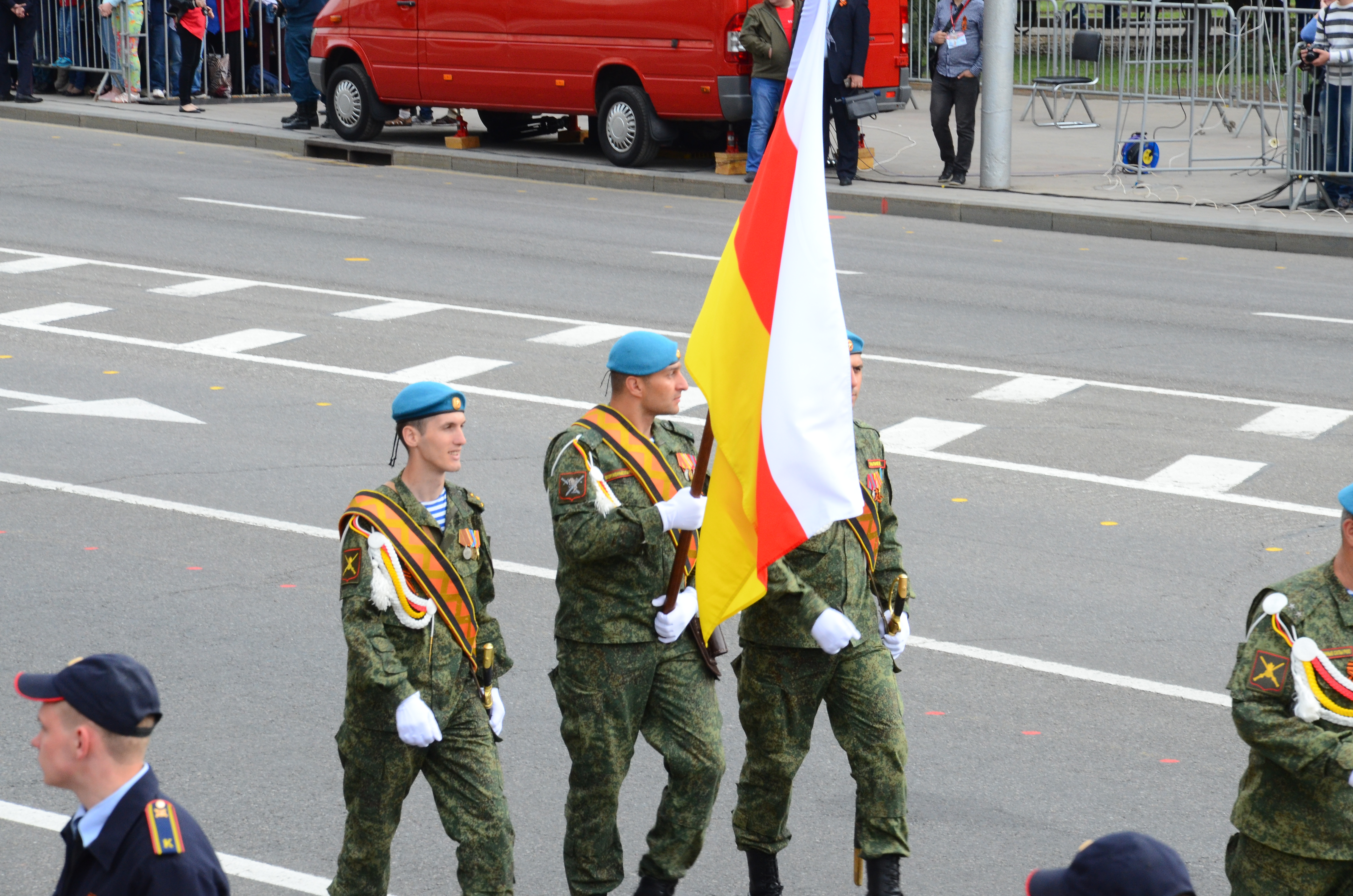
Guardia de color de Osetia del Sur, en un desfile en Donetsk, en 2018.

En 2015, el parlamento de Osetia del Sur decidió integrar las fuerzas armadas en el Ejército ruso, decisión que fue rechazada por el presidente Leonid Tibilov y el ministro de Defensa Ibrahim Gasseev. En su lugar, se propuso la anexión como una unidad separada. En 2017, el ministro de Defensa ruso Serguéi Shoigú y Gasseev acordaron poner partes de las fuerzas armadas de Osetia del Sur bajo el mando del ejército ruso. Las fuerzas armadas de Osetia del Sur en 2017 se incorporaron parcialmente a las Fuerzas Armadas de Rusia. 

##### Bases rusas
Las fuerzas armadas rusas han establecido la 4.ª Base Militar de la Guardia en Osetia del Sur, que tiene su base en Tskhinvali, con sitios de entrenamiento al norte de la ciudad (Dzartsem) y cerca de Java, una base militar está ubicada en el pueblo de Ugardanta, donde están destacadas las Tropas Aerotransportadas de Rusia. Además, Rusia ha establecido casi 20 bases militares de la guardia fronteriza, en la frontera con Georgia controlada por Tiflis, que están bajo el mando y la responsabilidad del FSB, el Servicio Federal de Seguridad ruso, y tienen la tarea de defender la frontera entre Osetia del Sur y Georgia. Se estima que entre unos 3000 y 3500 militares rusos están desplegados en Osetia del Sur, mientras que se estima que unos 1500 efectivos del FSB están desplegados en las bases de la guardia fronteriza. Según las autoridades de facto de Osetia del Sur, unos 450 ciudadanos de Osetia del Sur están empleados en bases militares rusas.

##### Guerra de Ucrania
Las fuerzas armadas han estado participando en la invasión rusa de Ucrania del lado ruso desde marzo de 2022. En marzo, hubo un motín masivo de 300 soldados de Osetia del Sur y el presidente Anatoly Bibilov fue destituido en las siguientes elecciones de mayo de 2022 porque la participación en la guerra en Ucrania y el motín de los soldados se convirtieron en una cuestión electoral. El 26 de marzo de 2022, el presidente Bibilov dijo que Osetia del Sur había enviado tropas para ayudar a Rusia durante la invasión rusa de Ucrania en 2022, afirmando que sus tropas "entienden perfectamente que van a defender a Rusia, también van a defender a Osetia". Aproximadamente una cuarta parte de estas tropas desertaron y regresaron a Osetia del Sur.

## Organización territorial

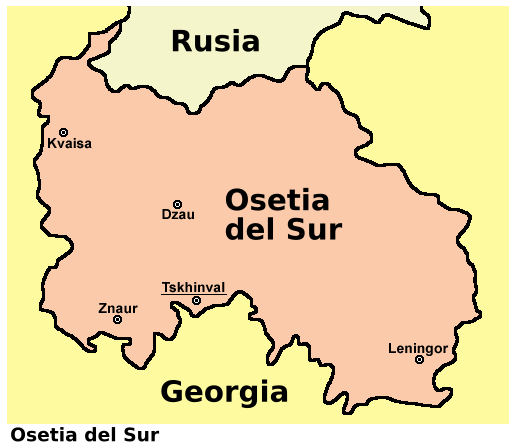
Mapa de Osetia del Sur

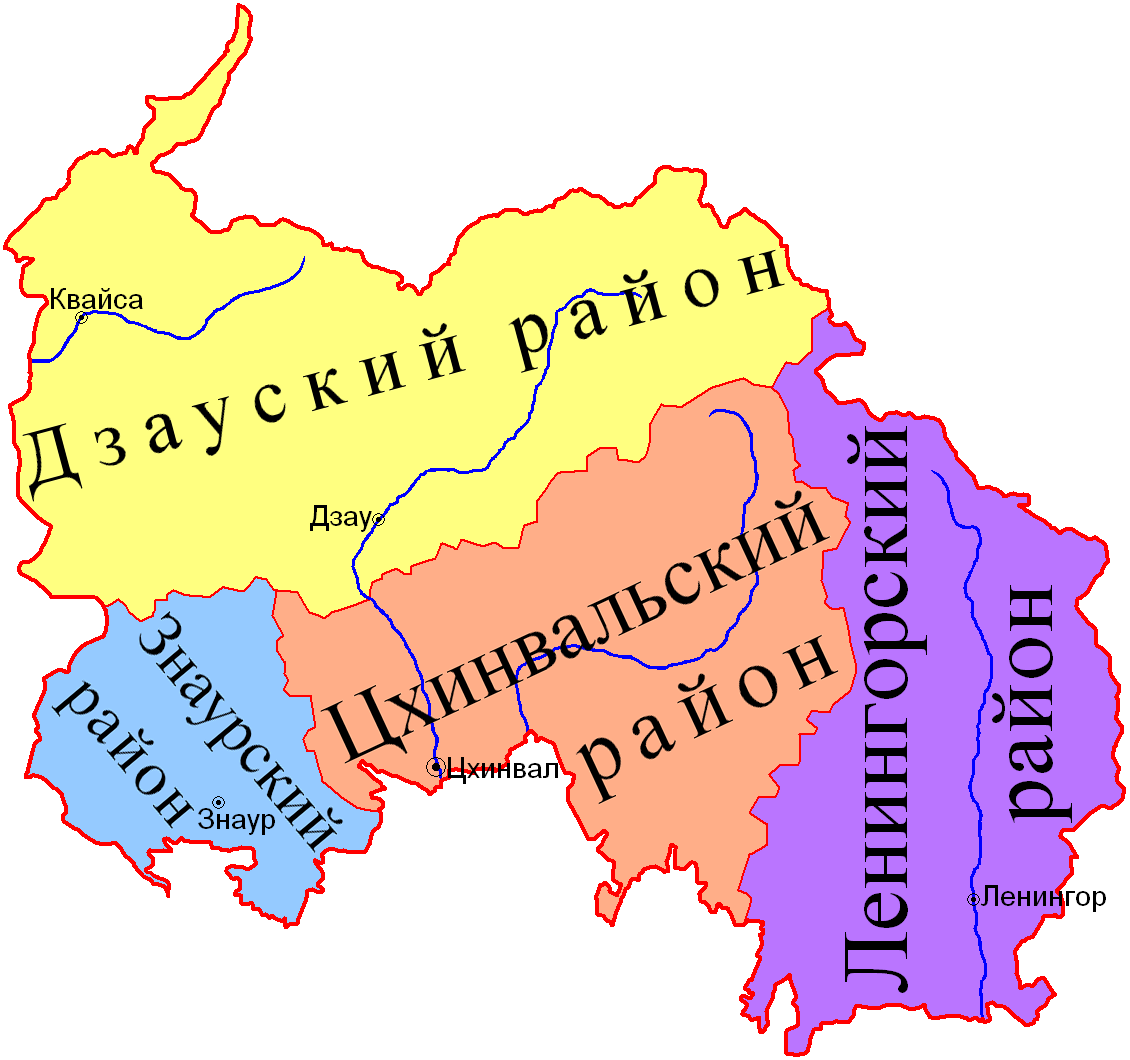
Distritos de Osetia del Sur:
Distrito de Dzau
Distrito de Znaur
Distrito de Leningor
Distrito de Tsjinvali

Desde el punto de vista de la República de Osetia del Sur el territorio se divide en cuatro distritos (raiones) y una ciudad bajo subordinación republicana, Tsjinvali. Los distritos son:
- Distrito de Dzau, con centro administrativo en Dzau;
- Distrito de Znaur, con centro administrativo en Znaur;
- Distrito de Leningor, con centro administrativo en Leningor;
- Distrito de Tsjinval, con centro administrativo en Tsjinvali.

Desde el punto de vista de la República de Georgia, que abolió la región autónoma de Osetia del Sur el 10 de diciembre de 1990, el territorio fue distribuido entre los municipios vecinos:
- El distrito de Dzau fue distribuido entre los municipios de Sachjere, Oni y Java;
- El distrito de Znaur quedó dentro del municipio de Kareli;
- El distrito de Leningor se corresponde con el municipio de Ajalgori:
- La ciudad de Tsjinvali y el distrito de Tsjinval quedaron dentro del municipio de Gori.

En 2006 fueron creados 3 nuevos municipios dentro del área fuera del control georgiano: Eredvi, Kurta (ambos separados del municipio de Gori) y Tigva (separado del municipio de Kareli). Los municipios de Java y de Ajalgori están completamente controlados por la República de Osetia del Sur.

## Geografía

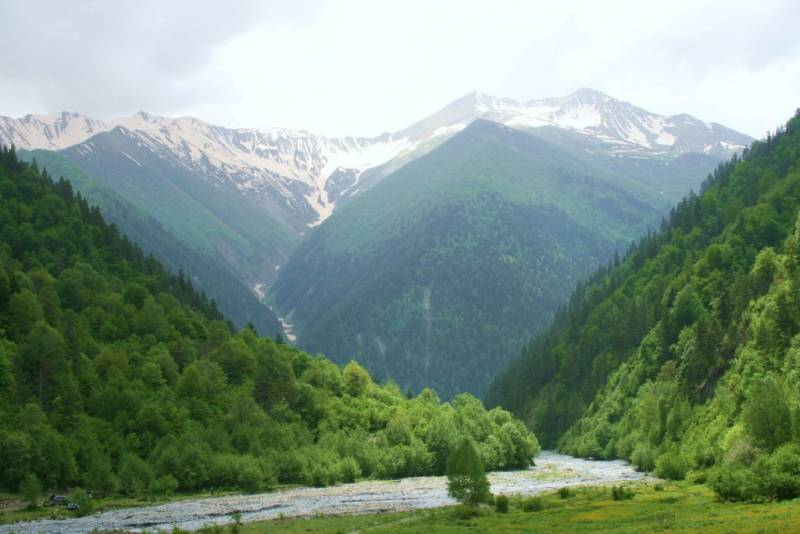
Paisaje de Osetia del Sur

La geografía de Osetia del Sur es muy montañosa, al estar situada en el Cáucaso. Tiene una superficie de aproximadamente 3900 km² y no posee acceso al mar. La mayor parte de la región está a más de 1000 m (3281 pies) sobre nivel del mar y su punto más alto el Monte Jalatsa, a 3938 m (12 920 pies) sobre nivel del mar. El mayor lago de la República es el Kelistba situado en la meseta volcánica Kelskom a una altitud de 2921 m. El clima de Osetia del Sur está influenciado por diferentes factores, pero sobre todo por la influencia del terreno alpino y es más cálido que otras partes del Cáucaso.
Osetia del Sur está en el corazón mismo del Cáucaso en la coyuntura de Asia y Europa, y ocupa las laderas meridionales de la Gran Cordillera del Cáucaso y la parte de las estribaciones del Valle de Kartalin. Osetia del Sur es una región muy montañosa. La Cordillera del Likhi está aproximadamente en el centro de Osetia del Sur, y la meseta que también está aproximadamente en el centro de Osetia del Sur se llama Iberia.
La Gran Cordillera del Cáucaso forma la frontera norte de Osetia del Sur con Rusia, y los principales caminos a través de la cordillera hacia el territorio ruso pasan por el túnel de Roki entre Osetia del Sur y del Norte y el desfiladero de Darial. El Túnel Roki fue vital para el ejército ruso en la guerra de Osetia del Sur de 2008 porque es la única ruta directa a través de las montañas del Cáucaso.
Osetia del Sur abarca una superficie de unos 3900 km², separada por las montañas de la más poblada Osetia del Norte (que forma parte de Rusia) y se extiende hacia el sur casi hasta el río Mtkvari en Georgia. Más del 89 % de Osetia del Sur se encuentra a más de 1000 m (3281 pies) sobre el nivel del mar, y su punto más alto es el Monte Khalatsa a 3938 m (12 920 pies) sobre el nivel del mar.
El cercano Monte Kazbek tiene 5047 m, y es de origen volcánico. La región entre Kazbek y Shkhara (a una distancia de unos 200 km a lo largo de la cordillera principal del Cáucaso) está dominada por numerosos glaciares. De los 2100 glaciares que existen hoy en día en el Cáucaso, aproximadamente el 30 % se encuentran en Georgia, de la que forma parte Osetia del Sur.
El término Montañas del Cáucaso Menor se utiliza a menudo para describir las zonas montañosas (tierras altas) de Georgia meridional que están conectadas a la cordillera del Gran Cáucaso por la cordillera de Likhi. La región en su conjunto puede caracterizarse por estar compuesta de varias cadenas montañosas interconectadas (en gran parte de origen volcánico) y mesetas que no superan los 3 400 metros de altura.
La mayor parte de Osetia del Sur está en la cuenca del Kura y el resto en la del mar Negro. Las crestas del Likhi y el Racha actúan como una división que separa estas dos cuencas. Los principales ríos de Osetia del Sur son el Liakhvi Mayor y Menor, el Ksani, el Medzhuda, el Tlidon, el Canal Saltanis, el río Ptsa y otros afluentes.

### Clima

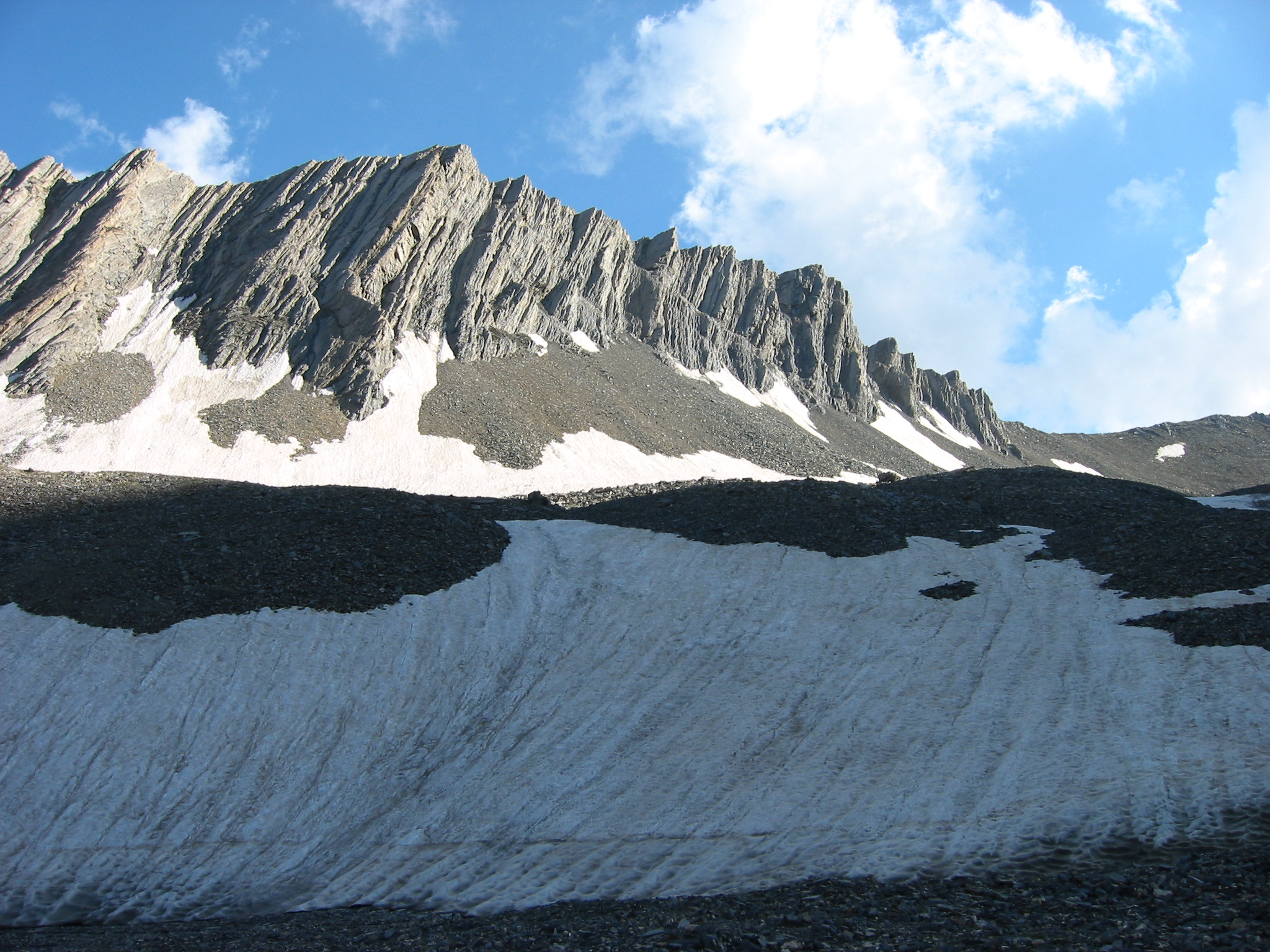
Nieve en el paso de Kelistba, Osetia del Sur

El clima de Osetia del Sur se ve afectado por las influencias subtropicales del Este y las influencias mediterráneas del Oeste. La cordillera del Gran Cáucaso modera el clima local al servir de barrera contra el aire frío del norte, lo que da lugar a que, incluso a grandes alturas, haga más calor allí que en el Cáucaso septentrional. Las zonas climáticas de Osetia del Sur están determinadas por la distancia del Mar Negro y por la altitud. Las llanuras de Georgia oriental están protegidas de la influencia del Mar Negro por montañas que proporcionan un clima más continental.
Las estribaciones y las zonas montañosas (incluidas las montañas del Gran Cáucaso) experimentan veranos frescos y húmedos e inviernos nevados, con una cobertura de nieve que a menudo supera los dos metros en muchas regiones. La penetración de masas de aire húmedo desde el mar Negro hasta el occidente de Osetia del Sur suele estar bloqueada por la cadena montañosa del Likhi. Los períodos más húmedos del año en Osetia del Sur se producen generalmente durante la primavera y el otoño, mientras que los meses de invierno y verano tienden a ser los más secos. La elevación desempeña un papel importante en Osetia del Sur, donde las condiciones climáticas por encima de los 1500 metros (4921 pies) son considerablemente más frías que en cualquier otra zona de menor altitud. Las regiones que se encuentran por encima de los 2000 metros (6562 pies) frecuentemente experimentan heladas incluso durante los meses de verano.
La temperatura media en Osetia del Sur en enero es de alrededor de +4 grados centígrados, y la temperatura media en julio es de alrededor de +20,3 grados centígrados. La precipitación líquida anual media en Osetia del Sur es de alrededor de 598 milímetros. En general, las temperaturas de verano tienen un promedio de 20 °C a 24 °C en gran parte de Osetia del Sur, y las temperaturas de invierno tienen un promedio de 2 °C a 4 °C. 

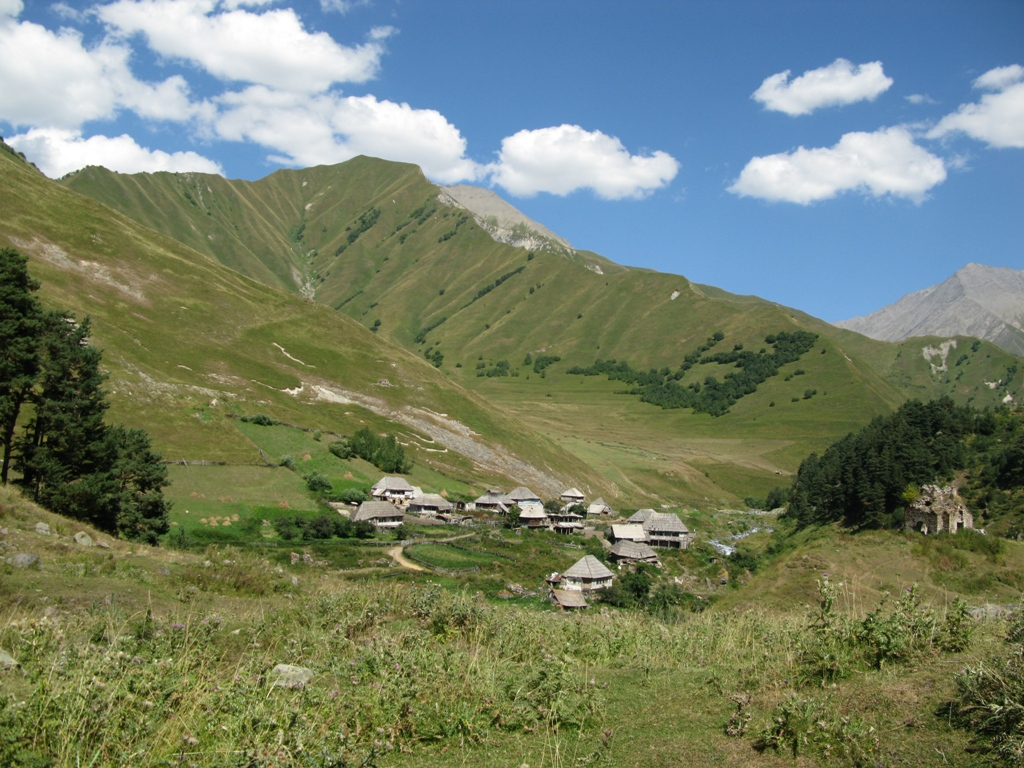
El terreno montañoso de Osetia del Sur tiene considerable influencia en su clima, existen muchos pueblos como Edisa al pie de Cordilleras

La humedad es relativamente baja y las precipitaciones en Osetia del Sur tienen un promedio de 500 a 800 mm (19,7 a 31,5 pulgadas) por año. Sin embargo, las regiones alpinas y las tierras altas tienen microclimas distintos. En elevaciones más altas, las precipitaciones son a veces dos veces más intensas que en las llanuras orientales de Georgia. Las condiciones alpinas comienzan a unos 2100 m (6890 pies), y por encima de los 3600 m (11 811 pies) la nieve y el hielo están presentes todo el año.
La cantidad de precipitaciones también varía según la zonalidad vertical; la media anual de la república es de 598 mm.
En Osetia del Sur existen los siguientes tipos de climas:
1. Clima seco, estepario, con inviernos moderadamente fríos y veranos calurosos. Las temperaturas del aire en enero oscilan entre -0,5 °C y +2 °C, y en julio entre 22 °C y 25 °C. Las precipitaciones alcanzan los 350–600 mm durante todo el año, con un máximo en abril-agosto. Este tipo de clima es común en la Llanura Interior-Cartillana, en el sur del país.
2. Clima moderadamente húmedo, con inviernos moderadamente fríos y veranos largos. Las temperaturas oscilan entre -1 °C y -8 °C en enero y entre 13 °C y 20 °C en julio. Las precipitaciones alcanzan los 700–1400 mm anuales, con un máximo en mayo-junio y un mínimo en enero y agosto. Se distribuye en las cordilleras de Mashkhar, Cheselt, Gudis, Dzau, Lomis y Kharuli, y en el norte de la cordillera de Likha, a una altitud de 2000–2200 m.
3. Clima húmedo con inviernos fríos y largos y veranos frescos. Las temperaturas oscilan entre -8 °C y -14 °C en enero y entre 3 °C y 5 °C en julio; las precipitaciones son de 1000–1800 mm durante todo el año, con un máximo en mayo-junio y un mínimo en enero. Se distribuye a una altitud de 2200–3000 m.
4. Clima húmedo de alta montaña de nieves eternas y glaciares. Se extiende por las cumbres de la Cordillera Principal del Cáucaso a una altitud de 3000–3600 m (en la zona de los montes Khalatsa, Zikara, Kozy-Khokh, Dzedo).
En los pasos de Osetia del Sur nieva casi todo el año. En altitudes elevadas, la capa de nieve aparece pronto: en las laderas norte de las crestas de Rachin, Kharul, Lomis y Gudis y en las laderas de la cresta de Dvaleti, en las crestas de Mashkhar, Cheselti y Rukhi, a mediados de noviembre (a veces en la segunda quincena de octubre) y se derrite a finales de abril o principios de mayo y, en algunos lugares, incluso a finales de junio.

### Relieve
Osetia del Sur está situada en la vertiente meridional del Cáucaso Central y en las estribaciones de la llanura interior de Karabaj. Casi el 90% del territorio de la república se halla a altitudes superiores a los 1000 metros sobre el nivel del mar. El punto más alto de Osetia del Sur es el monte Jalatsa (3938 m).

La zona montañosa de la república está formada por la cordillera Dvaleti en la frontera con Rusia y sus cordilleras subordinadas - Rachinsky con Likhsky, Keshelt, Mashkharsky, Dzausky, Gudisky, Harulsky, Lomisky y Mtiuletky. Entre ellos se encuentran profundos desfiladeros: Kudargom, Sinagur, Mashkhar, Keshelt, Dzau, Roki, Gudis, Zonkar, Ksan y Lehur.

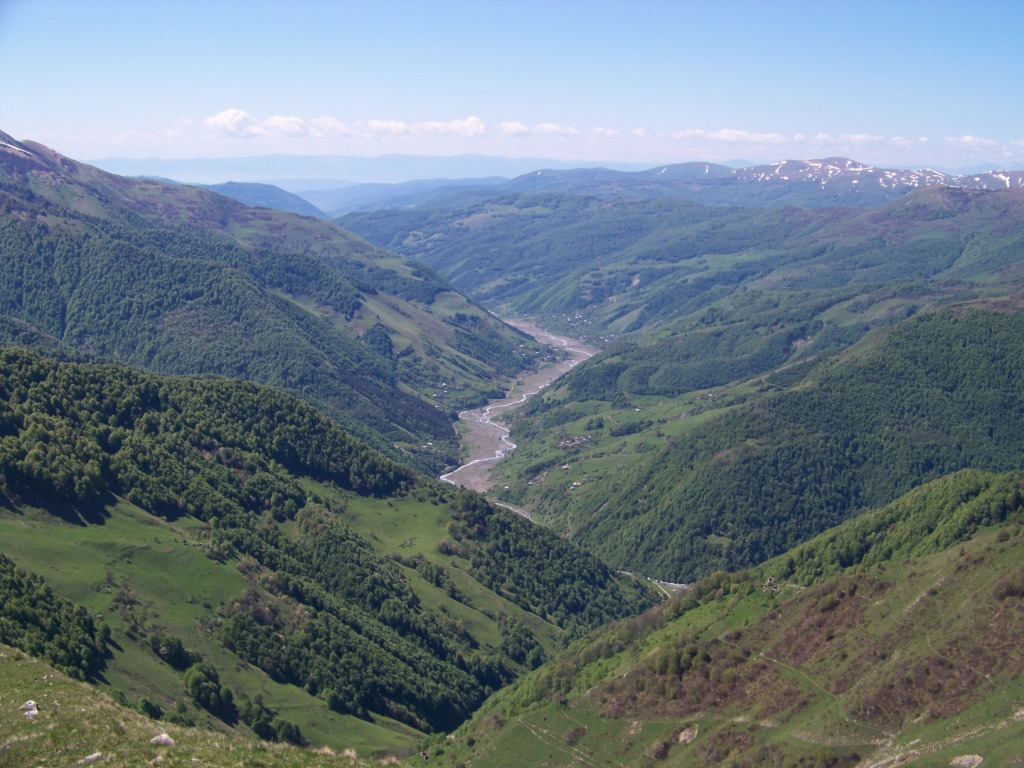
Las Montañas que rodean el Río Ksani

La zona de piedemonte está situada en el extremo sur de la república, donde los valles de los ríos Pronje, Bolshaya y Malaya Liakhva, Medzhuda y Xan se extienden hasta el borde septentrional de la llanura de Kartli Interior.

### Geología
La estructura del sistema montañoso del Gran Cáucaso en Osetia del Sur está formada por depósitos de pliegues hercínicos y alpinos, mármol, arenisca, esquisto, caliza y una gruesa formación volcánica. Los pliegues tienen una estructura compleja, ya que los más antiguos vuelcan a los más jóvenes hacia el sur y también están complicados por fallas y empujes.
La segunda unidad tectónica en el territorio del país es la Dorsal Intermontana de Kartli Interior, que se encuentra en el extremo sur y tiene la sección de litosfera más rígida y estable que llega a la superficie en algunos lugares.
Los movimientos tectónicos de la corteza del joven sistema montañoso del Cáucaso son responsables de la actividad sísmica del territorio. El último terremoto catastrófico en Osetia del Sur tuvo lugar el 29 de abril de 1991. Destruyó Dzau y muchos pueblos.
El subsuelo de Osetia del Sur es rico en menas y minerales no metálicos, la mayoría de los cuales se encuentran en la región de Dzau. Aquí se encuentra el mayor yacimiento de polimetales (minerales de plomo-zinc) de Transcaucasia, Kvaisi. En este yacimiento también se exploran reservas de barita. En el país también hay yacimientos de cobre, arsénico, níquel y estaño. En cuanto a los materiales no metálicos, hay yacimientos de arcilla para ladrillos, arena de construcción, toba, caliza, granito, basalto, mármol, andesita, marga, yeso y talco. Las investigaciones realizadas durante el periodo soviético indican la posible existencia de hidrocarburos (carbón, petróleo y gas). En el noreste del país, a lo largo de la gran falla que lo atraviesa, hay numerosos manantiales minerales de composición hidroquímica y temperatura variables, que tienen propiedades medicinales. La mayoría de los manantiales se encuentran en las favorables condiciones climáticas de la estación de Dzau, en el valle del gran río Liakhva: Dzau-Suar, Mshlebi-Suar, Kodibin-Suar, Hvtse-Suar.

### Fauna y Flora

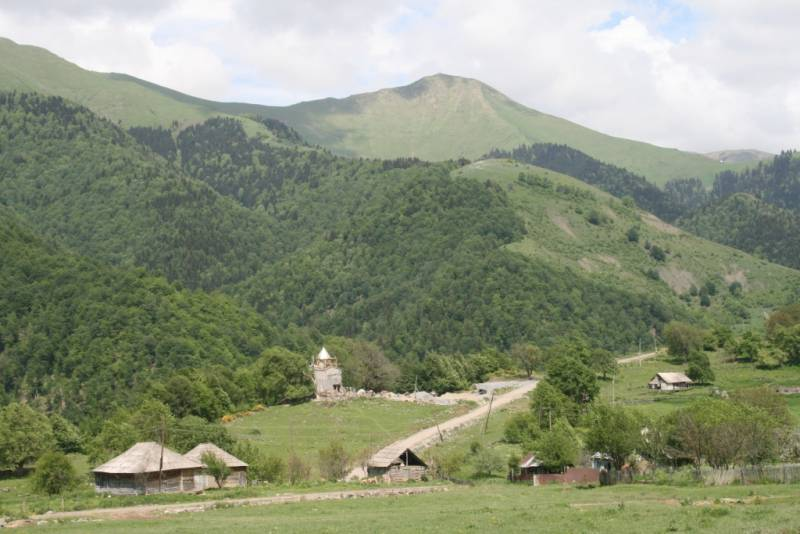
Bosques en Tsru, Osetia del Sur

La vida visible aparece en Osetia del Sur por debajo de la frontera de las nieves eternas. A 3.500 m de altitud, un cinturón de tundra rocosa de montaña, dominado por musgos y líquenes, se extiende en una estrecha franja por las laderas de las cordilleras. Más abajo, hasta unos 2.500 m, se extienden los abigarrados prados alpinos de gramíneas-cereales, seguidos de una abigarrada alfombra de prados subalpinos de hierba alta con arbustos y matorrales de la familia de los brezos: rododendro, arándano rojo, arándano rojo y hierba acuática.
La vida animal de los prados alpinos está representada por uros, rebecos, pinzones de las nieves, alondras, tréboles, urales caucásicos, topillos nivales. El cinturón subalpino está habitado por el murobill, el topillo prometeico y común, el ratón caucásico, topos, musarañas, picoteadores, bisbitas de montaña, curruca mosquitera, estenolazi; las aves de presa -águila, águila real, halcón peregrino, halcón, quebrantahuesos- se encuentran con menos frecuencia.
Los bosques de Osetia del Sur, ricos en composición de especies, combinan la vegetación de los cinturones templado y subtropical. Las principales especies que forman los bosques son robles, hayas, castaños, tilos, fresnos, alisos y entre las coníferas se incluyen abetos, píceas y pinos. Justo debajo, crecen nísperos, cornejos, manzanos silvestres, perales, cerezos, ciruelos cerezos, endrinos, agracejos, espinos cervales, rosales de guelder, nogales, abedules, fresnos de montaña, arces, sauces y enebros. 

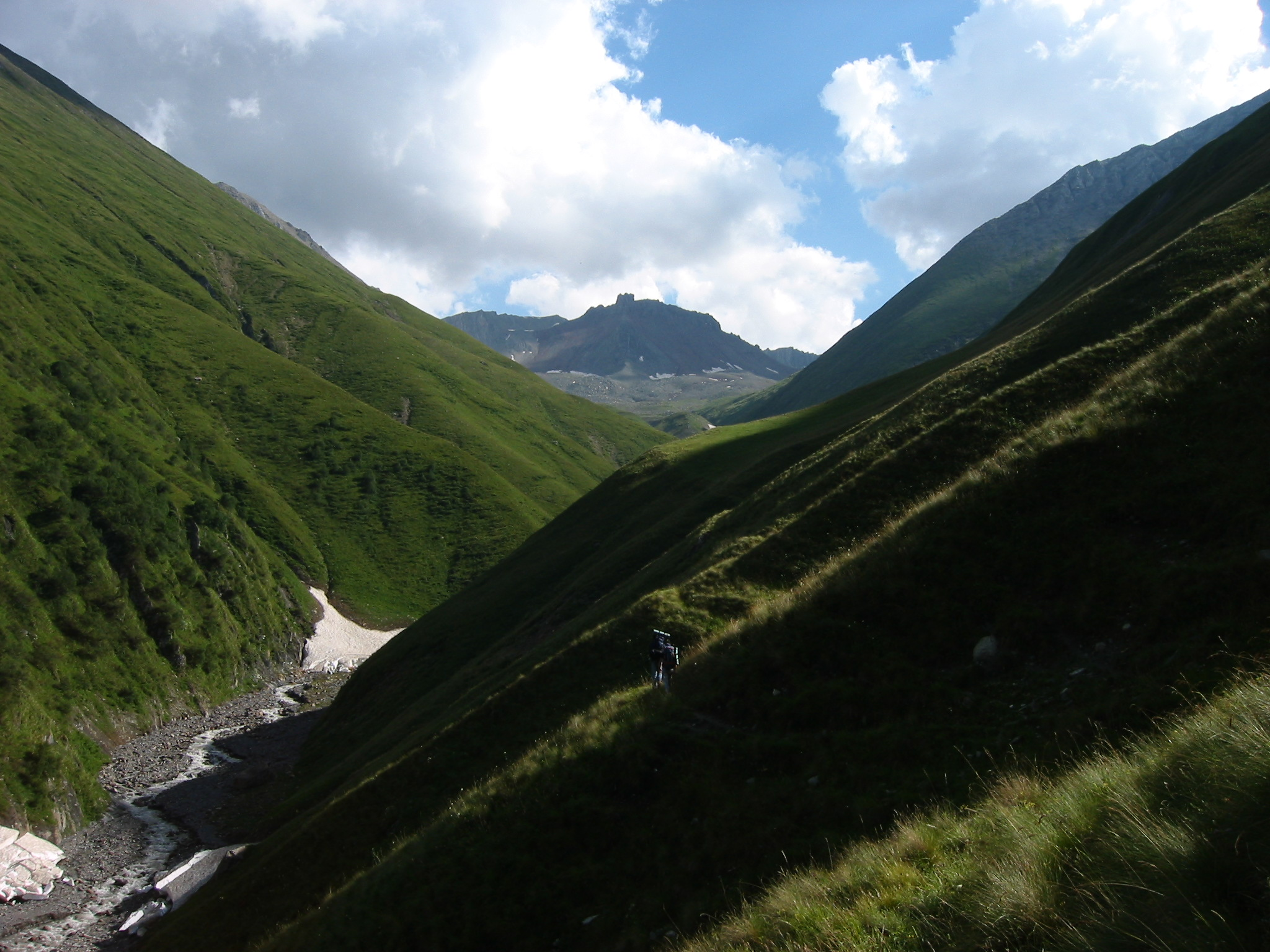
Un Valle cerca del Lago Keli

En el sotobosque hay avellano, grosellero rojo, laurel, boj, zarzamora, frambuesa y rosa canina. Una reliquia de tejo preglaciar ha sobrevivido aquí y allá en las gargantas. Los bosques crecen a altitudes de 600–2300 m.
En los bosques montañosos de la república habitan el oso pardo, el ciervo rojo, el corzo, el jabalí, el lobo, el zorro, el tejón, el perro mapache, la garduña, el lirón careto, la comadreja, la ardilla, la liebre, el ratón silvestre, el murciélago, el erizo, la víbora del Cáucaso; son numerosas las aves forestales europeas y la marmota.
En el extremo sur de la república se extienden estepas secundarias espinosas y arbustivas en el lugar de los reducidos bosques de tierras bajas. Aquí crecen el escaramujo, el espino blanco, la dogrosa y el espino cerval. Entre los animales destacan los hámsteres, los topillos, los ratones de campo, los erizos, las liebres, los zorros, los chacales, los piqueros y el águila esteparia.
La única zona especialmente protegida hasta ahora es la Reserva Natural de Liaha.

### Límites
La frontera estatal de Osetia del Sur (en osetio: Khussar Irystoni paddzakhadon aræn) es la frontera que separa Osetia del Sur del territorio controlado por Georgia y de la Federación Rusa. Según la legislación surosetia, la frontera entre Osetia del Sur y Georgia es la frontera estatal (entre los Estados de Osetia del Sur y Georgia); según la legislación georgiana, la frontera entre Osetia del Sur y Rusia es considerada por Osetia del Sur y Rusia como la frontera estatal entre Osetia del Sur y Rusia, y por Georgia como la frontera estatal entre Georgia y Rusia. Según la legislación georgiana, el territorio de la antigua Región Autónoma de Osetia del Sur se considera territorio ocupado de Georgia.

## Economía

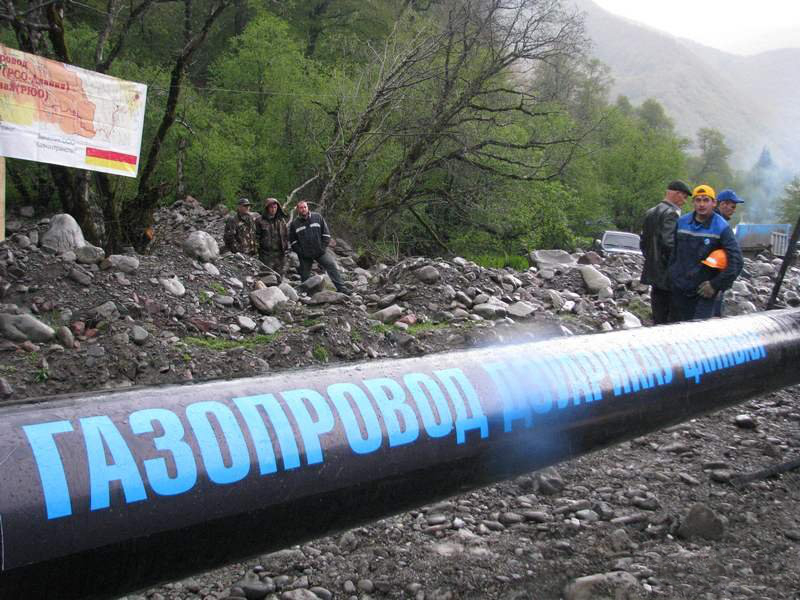
Gasoducto Dzuarikau-Tsjinvali

La economía de Osetia del Sur es en gran parte agrícola, aunque menos del 10% de la tierra está cultivada. Los cereales, la fruta y la uva son los principales alimentos. Persisten la silvicultura y la ganadería. Hay varias zonas industriales, sobre todo en los alrededores de la capital, Tsjinvali. Tras la guerra de los años noventa, Osetia del Sur atravesó dificultades económicas. Según una estimación publicada en 2002, el PIB de Osetia del Sur sería de 15 millones de USD (250 USD per cápita).
El trabajo y los materiales escasean. Además, Georgia ha cortado el suministro de electricidad a la región, lo que ha obligado al gobierno de Osetia del Sur a instalar un cable eléctrico a través de Osetia del Norte. La mayor parte de la población vive de la agricultura de subsistencia. De hecho, la única baza económica importante que posee Osetia del Sur es el control del túnel de Roki, que sirve de enlace entre Rusia y Georgia, y del que, al parecer, el gobierno surosetio obtiene hasta un tercio de su presupuesto gracias a los derechos de aduana sobre el tráfico de mercancías antes de la guerra ruso-georgiana. El Presidente Eduard Kokoity reconoció que su país depende en gran medida de la ayuda económica rusa.
El umbral de pobreza en Osetia del Sur en el cuarto trimestre de 2007 era de 3062 rublos al mes, un 23,5% por debajo de la media rusa, mientras que los residentes en Osetia del Sur tenían ingresos incomparablemente más bajos.
Antes de la guerra en Osetia del Sur en 2008, la industria en Osetia del Sur consistía en 22 pequeñas fábricas, con una producción total de 61,6 millones de rublos en 2006. En 2007 sólo había 7 fábricas. En marzo de 2009 se informó de que la mayoría de las instalaciones de producción estaban paradas y necesitaban reparaciones. Incluso las empresas prósperas sufren escasez de trabajadores, deudas y falta de capital circulante. Una de las mayores empresas locales es la planta de Emalprovod, que emplea a 130 personas.
Las autoridades de Osetia del Sur planean mejorar las finanzas aumentando la producción local de harina y reduciendo así la necesidad de importar harina. Para ello, la superficie de trigo se multiplicó por diez en 2008, pasando de 130 hectáreas a 1.500 hectáreas. En 2008 se esperaba una cosecha de trigo de 2.500 toneladas. El Ministerio de Agricultura de Osetia del Sur también importó algunos tractores en 2008, y esperaba recibir más maquinaria agrícola en 2009.
Rusia tenía previsto gastar 10.000 millones de rublos en la reconstrucción de Osetia del Sur en 2008.
La economía depende ahora en gran medida de la financiación de Rusia.
En 2017, la administración de Osetia del Sur estimó su PIB en unos 100 millones de dólares.

### Industria
La mayoría de las empresas industriales que existían en la época soviética están cerradas o funcionan al 5-10% de su capacidad anterior. Este importante descenso de la producción se ha debido a las sucesivas guerras con Georgia, la ruptura general de los lazos económicos durante la desintegración de la URSS y el bloqueo de Georgia. Actualmente, sólo 1.670 personas trabajan en la industria.
La Fábrica de Vibromashina Fue la única de la Unión Soviética dedicada a la producción de máquinas electrovibratorias. El número máximo de empleados durante su apogeo fue de 480. La fábrica se encuentra en una situación económica difícil. Produce en pequeñas cantidades, principalmente alimentadores vibratorios. También atiende pedidos de fabricación de estructuras de acero (vallas, papeleras, cubos de basura, etc.).
La fábrica Emalprovod Durante el periodo soviético, era el único fabricante de alambre esmaltado del Cáucaso. Era una de las mayores empresas de Osetia del Sur. Además de alambre esmaltado, produce rodamientos, productos de carpintería, clavos, ventanas de plástico y luces led.
La fábrica Lesokombinat alcanzó el nivel de producción de antes de la guerra: camas individuales y dobles, catres, rieles para cortinas, mesas de cocina correderas, taburetes y diversos pedidos especiales, por ejemplo, mesas de refectorio para diócesis local, para instalaciones de restauración recién inauguradas, etc. A principios de 2010, la producción de la empresa alcanzó los niveles de antes de la guerra.

### Agricultura
La situación anterior a agosto de 2008, cuando el área se encontraba en un estatus político complejo, tuvo un impacto negativo en la agricultura de Osetia del Sur. Los empresarios de Osetia del Sur se dedicaban a revender verduras y frutas georgianas a la Federación Rusa, mientras que los agricultores cultivaban únicamente para su propio consumo, ya que sus productos no podían competir en precio con los productos agrícolas importados de Georgia. La posterior suspensión de todas las relaciones económicas entre Osetia del Sur y Georgia provocó una fuerte subida del precio de los productos agrícolas. La mayoría de los alimentos, incluida la fruta, empezaron a importarse de Rusia. Los mercados de Osetia del Sur empezaron a producir abundantes frutas y verduras. Por ejemplo, las manzanas, que antes costaban 10 rublos, ahora cuestan 30 rublos. Cifras similares corresponden a otros cultivos.
Sin embargo, la situación de déficit de productos agrícolas y su drástico aumento debido a la finalización de las relaciones económicas con Georgia provocó una demanda de productos agrícolas producidos localmente. Ante la aguda escasez de productos agrícolas en Tsjinvali, los pueblos de la república empezaron a prestar más atención al cultivo de productos agrícolas. Ya en 2009, aumentó la producción de cultivos en Osetia del Sur. En los mercados de Tsjinvali se vendían membrillos, grosellas, frambuesas del pueblo de Dmenis y tomates de Pris. Así, el cierre de la frontera con Georgia tuvo un impacto positivo en la situación en términos de activación de los agricultores locales.
La escasez de productos ha hecho resurgir una serie de proyectos para aumentar la producción agrícola. Hay planes para construir un complejo estatal de cría de ganado con una minifábrica lechera en el pueblo de Tikhrev. Cerca de Tsjinvali, los agricultores han plantado un manzanar intensivo en 10,5 hectáreas. Se están construyendo cuatro grandes invernaderos (de 510 metros cuadrados cada uno). Los agricultores planean cultivar tomates, pepinos, hierbas, judías y hortalizas. Están surgiendo explotaciones comerciales de productos lácteos. La producción de queso está aumentando en los pueblos de montaña. En total hay unas 60 granjas en Osetia del Sur.
El programa de desarrollo agroindustrial tiene una duración de tres años y su objetivo es alimentar a la república con sus propios productos agrícolas y suministrar al mercado local un volumen suficiente de productos agrícolas nacionales. De este modo se prevé alcanzar la seguridad alimentaria del territorio en tres años.
Los extensos huertos que existían en Osetia del Sur durante la época soviética han sido abandonados desde entonces, se han degradado gradualmente y algunos han sido talados para obtener leña.
Están empezando a desarrollarse algunas explotaciones especializadas en horticultura. Por ejemplo, en el distrito de Tsjinvali se ha establecido un huerto de manzanos en 10 hectáreas. Se han plantado 26.000 plantones de manzana.

### Ganadería
La orientación prioritaria y tradicional de la agricultura en la región ha sido y sigue siendo la ganadería. Hasta 1989 el número de cabezas de ganado en las granjas públicas superaba las 12 mil cabezas. La mayor cantidad de ganado en Osetia del Sur - 27 mil cabezas - se concentra en granjas privadas.
Debido a la epidemia de peste africana no quedan cerdos en Osetia del Sur. Tras una serie de medidas, la cría de cerdos se ha reanudado en las granjas privadas. El gobierno de Osetia del Sur tiene previsto conceder préstamos a los agricultores que deseen dedicarse a la cría de cerdos. Se cree que el desarrollo de la cría de cerdos tendrá un efecto multiplicador y conllevará el desarrollo de la base forrajera (siembra de avena y cebada) en Osetia del Sur.
La guerra de 2008 se cobró un alto precio en la producción ganadera del centro del país. En el distrito de Tsjinvali, antes de la guerra de 2008 había más de 300 cabezas de ganado en las granjas públicas del distrito, mientras que hoy quedan 90 cabezas de ganado, incluidas 66 cabezas en la granja colectiva de Artseu, 15 cabezas en la granja colectiva de Dmenisi y 9 cabezas en la granja colectiva de Khetagurov.

### Energía
Hace unas décadas había pequeñas centrales hidroeléctricas, en particular, en el río Dzhodjora (abastecía las necesidades del asentamiento minero de Kvaisa y de la propia mina), la central hidroeléctrica de Tsjinvali y otras pequeñas centrales eléctricas en el área. Actualmente, la Federación Rusa suministra electricidad a Osetia del Sur. Georgia, que suministraba electricidad al distrito de Leningori, bajo control georgiano desde 1991 hasta agosto de 2008, construyó una línea de alta tensión Tsjinvali-Leningor, de unos 70 km de longitud, para suministrar electricidad al distrito de Leningori. Una de las principales construcciones nuevas en el sector energético es la subestación central de Tsjinvali.
Osetia del Sur no paga a Rusia por la electricidad desde octubre de 2009. También hay atrasos por el gas.
El Gobierno de Osetia del Sur también cobra un derecho de aduana por el gas, que es del 30%. El gas lo suministra a Osetia del Sur la empresa rusa OAO Gazprom.

### Finanzas
Existe un Banco Nacional. Los pagos se entregan a los clientes a través de sus sucursales en las regiones. Se está debatiendo la posibilidad de que las sucursales de los bancos rusos entren en la República de Osetia del Sur. La República sufre un agudo déficit de recursos crediticios. Se considera que la llegada de capital bancario extranjero supondrá un gran avance en términos de concesión de créditos.
En cuanto al trabajo directo con los empresarios, los préstamos se destinan a la recuperación y el desarrollo de las empresas. El Gobierno actúa como garante de la Caja de Ahorros, que concede préstamos a los empresarios para la rehabilitación y el desarrollo de las empresas. Según los resultados de un concurso convocado por el Ministerio de Desarrollo Económico de Osetia del Sur, 57 pequeñas empresas han tenido la oportunidad de firmar un contrato de préstamo con la Caja de Ahorros y recibir una cierta cantidad de dinero en condiciones favorables - durante 3 años al 3% anual.

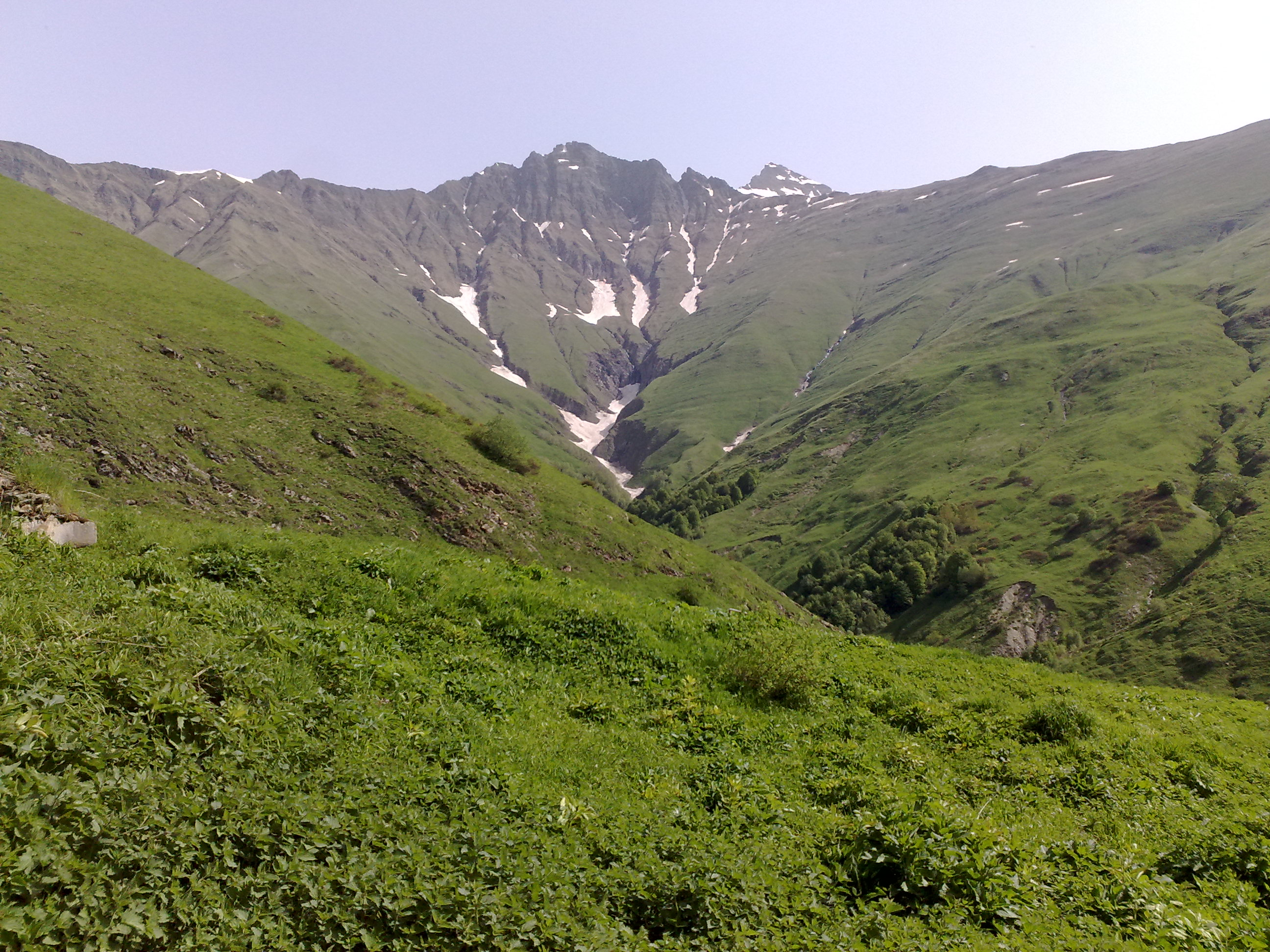
Osetia del Sur posee diversidad de paisajes naturales que tiene potencial turístico

### Turismo
El turismo en Osetia del Sur es un elemento importante de la economía de Osetia del Sur.
La industria turística es una de las principales  industrias para la economía de la región.
Desde 1927, tras la construcción de una pensión con 50 camas, las aguas minerales del balneario de Dzhava se utilizan con fines terapéuticos (desde 1937 un sanatorio con 200 camas). En 1928-32, una expedición de la Academia de Ciencias de la URSS llevó a cabo estudios hidrogeológicos en el distrito de Java; en 1935-36, el Instituto Georgiano de Investigación en Balneología y Fisioterapia investigó la composición y las características curativas de las aguas minerales de Java. Su composición química es carbonato hidrocarbonato de sodio-cloruro; contienen bromo (hasta 8 mg/l) y yodo (hasta 2 mg/l), su mineralización es de 5-7 g/l. El caudal diario de dos pozos es de 20.000 litros. El agua mineral tiene cualidades medicinales y se utiliza para beber y embotellar en un lugar llamado «Dzau-Suar».
En los alrededores de Djava también esta los balnearios climáticos Bagiata y Kodibin.
En 1977 se creó la Reserva Estatal de Liakhvi en el territorio del distrito Autónomo de Osetia del Sur para preservar los bosques de las tierras altas.
El Día del Turismo en Osetia del Sur, el 27 de septiembre, está incluido oficialmente en la lista de fiestas estatales y fechas conmemorativas de ese territorio
La Empresa Unitaria Estatal «Departamento de Turismo - Osetia del Sur» del Comité de Política de Juventud, Deportes y Turismo de la República de Osetia del Sur es la encargada de promoción el turismo en el territorio

## Demografía

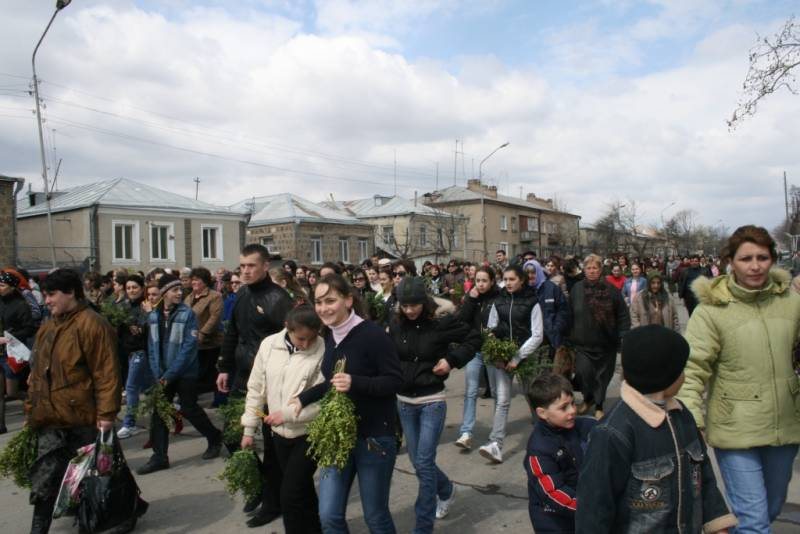
Procesión del Domingo de Ramos, en Tsjinvali en abril de 2009.

Antes del conflicto entre Georgia y Osetia del Sur aproximadamente dos tercios de la población de Osetia del Sur eran osetios y entre 25 y 30 % eran georgianos. Las sucesivas guerras entre Georgia y Osetia han alterado la composición étnica y el número de sus habitantes.
La situación demográfica actual es difícil de estimar, ya que la población de Osetia del Sur sufrió las consecuencias de dos guerras recientes con Georgia. Antes de la guerra de 2008, la población total era de aproximadamente 72.000 personas, 64,3 % osetios y 25 % georgianos. La gran mayoría de la población pertenece a la Iglesia ortodoxa, cerca del 1 % se adhiere a la iglesia apostólica armenia.

### Grupos étnicos
Osetia del Sur es una región muy poco poblada. En el censo de 1989, aproximadamente dos tercios de la población de Osetia del Sur eran de etnia osetia, el 29% georgianos y el casi 5% restante estaba formado por otras minorías, especialmente rusos y armenios. La comunidad de judíos de Osetia del Sur (en su mayoría judíos georgianos, rara vez asquenazíes) ya había disminuido a menos de 700 personas antes de 1989.
Desde que Osetia del Sur se anexionó a la RSS georgiana en 1922, las proporciones de población habían cambiado ligeramente a favor de los georgianos, y la proporción de osetios descendió de más del 70% en 1922 al 66,1% en 1989. Miles de osetios fueron asesinados o expulsados en la época de la República Democrática de Georgia entre 1918 y 1921, por lo que la proporción de osetios puede haber vuelto a ser significativamente mayor antes de 1918.
En la actualidad, el 95% de sus habitantes han adquirido además la ciudadanía rusa, por lo que están exentos del régimen de visados de Rusia, que se aplica, por ejemplo, a los ciudadanos georgianos. En relación con el conflicto por Osetia del Sur y el declive económico asociado, el número de habitantes disminuyó constantemente tras el colapso de la Unión Soviética. Hoy se desconoce la cifra exacta de población. Una estimación de 2010 situaba el número de habitantes de Osetia del Sur en sólo unos 30.000, de los cuales unos 2.500 eran georgianos. Por el contrario, el Gobierno de Osetia del Sur cifra la población en unos 72.000 habitantes, mientras que la agencia de noticias RIA Novosti la estima en unos 80.000.
La mayoría de la población es cristiana ortodoxa, pero también hay algunos osetios musulmanes.

### Evolución de la Población
Según el censo de toda la URSS de 1989, la población de Osetia del Sur era de 98.527 habitantes, de los cuales 42.333 vivían en Tsjinvali.
El informe de la ONU cita cifras según las cuales casi 83.000 personas vivían en el territorio de Osetia del Sur antes de agosto de 2008.
Según cifras oficiales de la propia Osetia del Sur (página web oficial del Presidente de Osetia del Sur), el número de sus habitantes en 2009 se estimaba en 72.000.
Según datos de la Comisión de Migración de la PACE, el número de habitantes de Osetia del Sur tras los sucesos de agosto era de unas 50 mil personas en 2009.
Según Varvara Pakhomenko, del Centro Demos, basándose en los datos de las comisiones electorales, la información sobre la migración de refugiados y el número de estudiantes escolares en 2009, la población actual de Osetia del Sur oscilaba entre 26 y 32 mil personas, de las cuales no más de 17 mil en Tsjinvali.
Según la «encuesta puerta a puerta» de 2012, la población de Osetia del Sur ascendía a 51 572 personas, de las cuales 28 664 en Tsjinvali. Los osetios constituían el 89,1% de los residentes de la república, los georgianos el 8,9%, los rusos el 1% y los representantes de otras nacionalidades el 1%. Según la "encuesta puerta a puerta" de 2013, en la república vivían 51.547 personas.
Del 15 al 30 de octubre de 2015 tuvo lugar en la república el primer Censo General de Población, que abarcó a más de 53.000 ciudadanos (incluidos unos 30.000 en Tsjinvali y más de 7.000 en el distrito de Tsjinvali). Según los resultados finales de este censo, la población de la RSO era de 53.532 personas, incluidas 30.432 en Tsjinvali.

### Idiomas
El osetio y el ruso tienen estatus de lenguas estatales en Osetia del Sur. La lengua georgiana se utiliza oficialmente para la comunicación en el distrito de Leningor de la república (lugares de asentamiento compacto de ciudadanos de la república con nacionalidad georgiana).

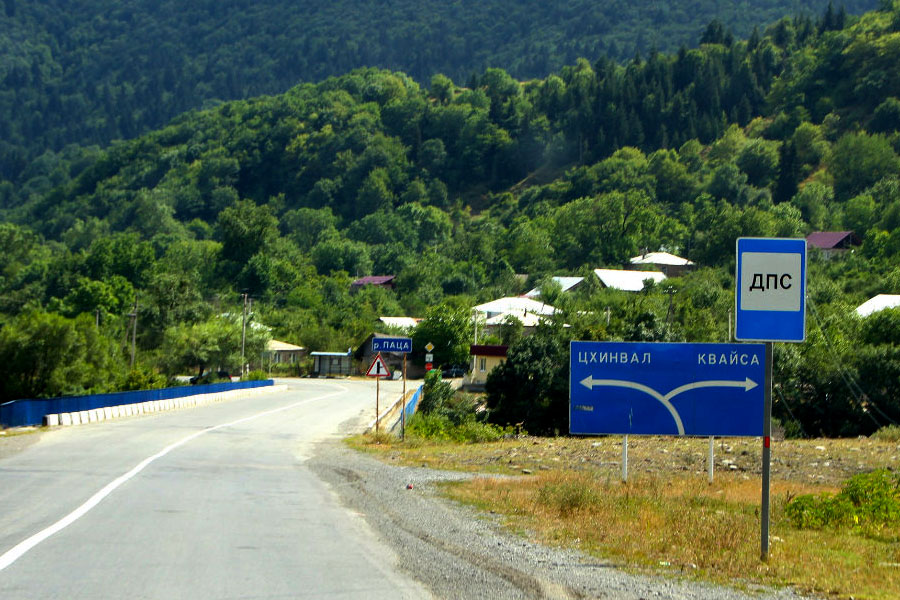
Señalización en Osetia del Sur escrita en alfabeto cirílico.

La lengua osetia en Osetia del Sur tiene 3 variedades:
- Dialecto kudari
- Dialecto urs-uto
- Dialecto ksani

El osetio es la lengua principal de la población de Osetia del Sur. La televisión central emite en osetio y el periódico Khurz4D5rin se publica en osetio.
El ruso es lengua estatal junto con el osetio. La televisión y la radio centrales emiten en ruso y los periódicos «Osetia del Sur» y «Respublica» se publican en ruso. Todas las instituciones educativas de la república enseñan en lengua rusa.
El 13 de noviembre de 2011 se celebró el referéndum sobre la cuestión de conceder al ruso el estatus de lengua estatal. El 83,99% de los votantes había votado a favor.
El 5 de abril de 2012, el Parlamento de Osetia del Sur ha aprobado la Ley Constitucional «Sobre las lenguas estatales de la República de Osetia del Sur», durante su sesión plenaria. El 6 de junio de 2012, la ley fue aprobada en lectura final. La lengua rusa se convirtió en una de las dos lenguas estatales.
El georgiano, según la Constitución de la República de Osetia del Sur, es la lengua oficial para las autoridades estatales en los lugares de asentamiento compacto de ciudadanos de nacionalidad georgiana.

Iglesia de los Santos Arcángeles en Ikorta

Como consecuencia del conflicto armado de 2008, el alcance de la lengua georgiana en el territorio de la república se redujo notablemente, limitándose principalmente al desfiladero de Ksani (la parte oriental del distrito de Leningori).

### Religión
La mayor parte de la población de Osetia del Sur es cristiana. Con gran importancia de la Iglesia Ortodoxa.
De 1988 a 1991, cuando estalló la primera guerra entre Georgia y Osetia del Sur, el Templo de la Natividad de la Santísima Virgen María funcionó con un sacerdote de la Iglesia Ortodoxa Georgiana, el padre Elioz. Tras los sucesos del 23 de noviembre de 1989, el templo suspendió sus actividades durante un tiempo y las reanudó en marzo de 1990. Antes de que las unidades del Ministerio del Interior de la GSSR entraran en Tsjinvali, en enero de 1991, el padre Elioz fue detenido. y otros ministros de la iglesia abandonaron Tsjinvali.
Después de 1991, la reactivación de la vida eclesiástica en Osetia del Sur corrió a cargo del laico Alexander Pukhate. Con la bendición del obispo Gedeón de Stávropol y Bakú, dirigió servicios religiosos, aunque no fue ordenado sacerdote. En 1992, tras recoger firmas de los fieles del templo, obtuvo el permiso de las autoridades para abrir el templo y reanudar los servicios. Al mismo tiempo, la comunidad ortodoxa de Osetia del Sur se dirigió al Patriarcado de Moscú de la Iglesia Ortodoxa Rusa con la petición de acogerla bajo su omófora, petición que fue denegada. Después de esto, la comunidad fue aceptada bajo el omophorion de la Iglesia Ortodoxa Rusa Fuera de Rusia, Alexander (Pukhate) fue ordenado sacerdote en 1992 y unos años más tarde fue tonsurado en el monacato con el nombre de Georgy y en 2000 se convirtió en el jefe de la recién formada parroquia de Osetia del Sur.

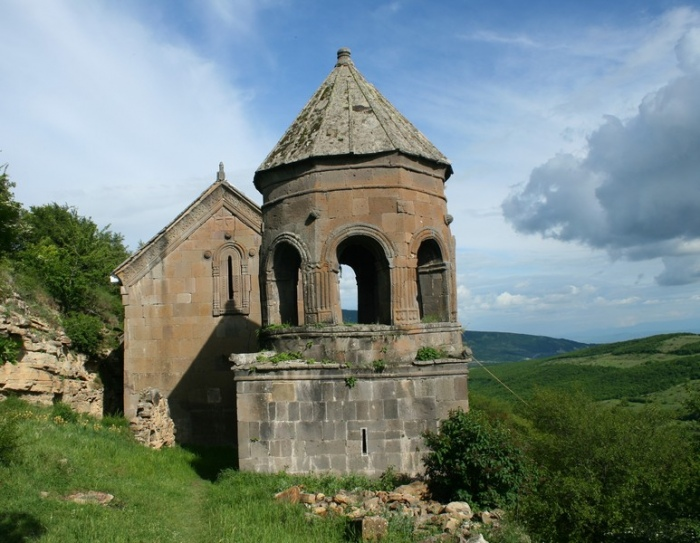
Ruinas del Monasterio de Tiri

A finales de los años 90 el padre George (Alexander Pukhate) abrió 10 iglesias en Osetia del Sur, aunque no era posible servir en todas estas iglesias a la vez, la Iglesia en el Extranjero, que ya había decidido unirse con el Patriarcado de Moscú, no ordenó nuevos sacerdotes para Osetia del Sur, ya que el Patriarcado de Moscú reconoce esta área como un territorio canónico georgiano.
Entonces el padre Jorge se trasladó a la llamada Verdadera Iglesia Ortodoxa de Grecia (TRCG), que le ordenó obispo de Alania con el nombre de Jorge y le permitió ordenar sacerdotes.
La Eparquía de Alania de la IPCG se convirtió de facto en la Iglesia oficial de Osetia del Sur y el obispo Jorge asistió a todas las ceremonias de Estado. En 2011, se anunció que el obispo George de Alania había dimitido como obispo por motivos de salud (se había sometido a varias operaciones en los últimos años). Se ordenó que se hiciera referencia a él como el antiguo obispo de Alania.
Tras la guerra de agosto de 2008, la población y los dirigentes de la región se mostraron contrarios a la injerencia de la Iglesia Ortodoxa Rusa y de la Iglesia Ortodoxa de Georgia en los asuntos eclesiásticos internos de Osetia del Sur.
Desde 2020, en la capital de la república funcionan la iglesia de la Santa Madre de Dios y la iglesia de la Santísima Trinidad.

## Infraestructura

### Red de carreteras
La red de carreteras de Osetia del Sur refleja el largo periodo de estrechos vínculos con Georgia. Por ejemplo, en muchas zonas del país (como el valle de Ksani), las conexiones por carretera con el corazón georgiano son mejores que las que hay con la capital, Tsjinvali, u otras partes de Osetia del Sur. A algunos lugares sólo se puede llegar por carreteras principales que atraviesan el corazón de Georgia (por ejemplo, los pueblos del valle de Kvirli, en Osetia del Sur occidental). Sólo desde la apertura del túnel de Roki en 1984 existe una conexión de transporte directa con Rusia. Como región de tránsito en el tráfico norte-sur, Osetia del Sur tenía y tiene poca o ninguna importancia, entre otras cosas por la situación de conflicto actual.

### Ferrocarriles
Osetia del Sur carece de red ferroviaria propia. Una línea férrea desde Gori, en Georgia, termina en la capital, Tsjinvali, y hace años que no circula por ella. Sin embargo, existen planes para conectar Tsjinvali a la red de ferrocarriles rusos. Para ello habría que construir una línea completamente nueva de 149 km desde Tsjinvali hasta Vladikavkaz, en Osetia del Norte, con cuatro túneles.

## Cultura
La cultura de Osetia del Sur se desarrolló de manera diferente a la de sus países vecinos, pero guarda múltiples influencias de la cultura georgiana y rusa. En todo el país existen múltiples teatros, filarmónicas, grupos de danza tradicional, teatros ecuestres y múltiples ensambles de música, teatro y baile.

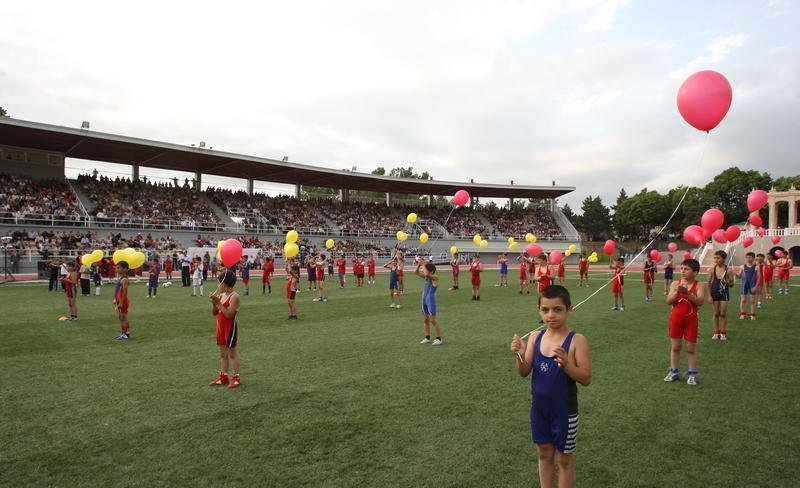
Estadio de Tsjinvali

Varios de los máximos representantes de las artes surosetias se hicieron famosos en la URSS y a nivel mundial. Entre estos destacan: Valeri Guérguiyev (un conocido director de orquesta), Veronika Dudárova (la primera conductora musical), Svetlana Adyrjaeva (bailarina), Alibek Kantemirov y sus hijos (fundadores del circo ecuestre soviético) y los actores Vladímir Tjapsaev y Nikolái Salamov.

## Deporte
En 2014, cuando el Comité Olímpico Internacional (COI) anunció que podría admitir a Kosovo como miembro, el gobierno de Osetia del Sur anunció que 25 federaciones deportivas surosetias se preparaban para la creación de un comité olímpico nacional para solicitar su ingreso al COI. Atletas surosetios participan generalmente en competencias internacionales bajo la bandera de Rusia.